# Liste der Eisenbahnstrecken in Frankreich
Die Liste der Eisenbahnstrecken in Frankreich führt alle Bahnstrecken in Frankreich auf. Bei Strecken, die dem Netzbetreiber SNCF Réseau gehören, werden die sechsstelligen Streckennummern angegeben.

## Region Est
Stand: 2013
| Strecken- nummer | Strecke                                                   | KBS     | Länge [km] | Verlauf | Eröffnung                   | Stilllegung                                                                                            |
| ---------------- | --------------------------------------------------------- | ------- | ---------- | --- | --------------------------- | --- |
| 001 000          | Bahnstrecke Paris–Mulhouse                                | 171 172 | 491,0      | Paris – Troyes – Chaumont – Vesoul – Lure – Belfort – Mulhouse                                                            | 1856–1858                   | |
| 002 000          | Bahnstrecke Gretz-Armainvilliers–Sézanne                  |         | 93,0       | Gretz-Armainvilliers – La Ferté-Gaucher – Sézanne                                                                         | 1861–1885                   | 2000 (La Ferté-Gaucher – Esternay)                                                                     |
| 003 000          | Bahnstrecke Longueville–Esternay                          |         | 39,5       | Longueville – Provins – Esternay                                                                                          | 1858–1902                   | 1969 (Villiers-Saint-Georges – Esternay)                                                               |
| 004 000          | Bahnstrecke Mézy–Romilly-sur-Seine                        |         | 78,5       | Mézy – Esternay – Romilly-sur-Seine                                                                                       | 1884                        | 1964 (Lurey-Conflans – Romilly-sur-Seine)                                                              |
| 005 000          | LGV Est européenne                                        | 100     | 301,0      | Paris – Champagne-Ardenne TGV – Meuse TGV – Lorraine TGV – Strasbourg                                                     | 2007 (Paris – Baudrecourt)  | |
| 006 000          | Bahnstrecke Coolus–Sens                                   |         | 157,0      | Chalons-en-Champagne – Coolus – Sommesous – Troyes – Sens                                                                 | 1873                        | 1998 (Sens-Saint-Clément – Malay-le-Grand)                                                             |
| 007 000          | Bahnstrecke Fère-Champenoise–Vitry-le-François            |         | 50,5       | Fère-Champenoise – Sommesous – Vitry-le-François                                                                          |                             | 1972 (Sommesous – Sompuis)                                                                             |
| 010 000          | Bahnstrecke Oiry-Mareuil–Romilly-sur-Seine                |         | 84,0       | Oiry – Fère-Champenoise – Sézanne – Romilly-sur-Seine                                                                     | 1872                        | (Sézanne – Romilly-sur-Seine)                                                                          |
| 012 000          | Bahnstrecke Troyes–Brienne-le-Château                     |         | 42,0       | Troyes – Brienne-le-Château                                                                                               | 1886 2010 (Wiedereröffnung) | 2005 (Thennelières–Brienne-le-Château)                                                                 |
| 013 000          | Bahnstrecke Vallentigny–Vitry-le-François                 |         | 33,1       | Vallentigny – Vitry-le-François                                                                                           | 1885                        | |
| 014 000          | LGV Rhin-Rhône                                            |         | 140,0      | Mulhouse – Belfort-Montbéliard TGV – Besançon Franche-Comté TGV – Dijon                                                   | 2011 (Ostast 1. Abschnitt)  | |
| 015 000          | Bahnstrecke Jessains–Sorcy                                |         | 138,0      | Jessains – Brienne-le-Château – Vallentigny – Montier-en-Der – Wassy – Joinville – Gondrecourt – Sorcy                    | 1884–1892                   | 1954 (Montier-en-Der – Wassy – Joinville) 1970 (Vallentigny – Montier-en-Der) 1990 (Joinville – Sorcy) |
| 016 000          | Bahnstrecke Montier-en-Der–Éclaron                        |         |            | Montier-en-Der – Éclaron                                                                                                  |                             | |
| 018 000          | Bahnstrecke Saint-Dizier–Doulevant-le-Château             |         | 39,5       | Saint-Dizier – Eclaron – Wassy – Brousseval – Doulevant-le-Château                                                        | 1868–1881                   | 1994 (Saint-Dizier – Doulevant-le-Château)                                                             |
| 019 000          | Bahnstrecke Revigny–Saint-Dizier                          |         | 28,0       | Revigny – Robert-Espagne – Saint-Dizier                                                                                   | 1885                        | 1976 (Revigny – Saint-Dizier)                                                                          |
| 020 000          | Bahnstrecke Blesme-Haussignémont–Chaumont                 |         | 89,0       | Blesme-Haussignémont – Saint-Dizier – Joinville – Bologne – Chaumont                                                      |                             | |
| 026 000          | Bahnstrecke Bologne–Pagny-sur-Meuse                       |         | 95,0       | Bologne – Neufchâteau – Pagny-sur-Meuse                                                                                   | 1867–1873                   | 1992 (Coussey – Saint-Germain-sur-Meuse)                                                               |
| 027 000          | Bahnstrecke Nançois-Tronville–Neufchâteau                 |         | 67,5       | Nançois-Tronville – Gondrecourt-le-Château – Neufchâteau                                                                  | 1875–1880                   | 1976 (Gondrecourt-le-Château – Neufchâteau)                                                            |
| 030 000          | Bahnstrecke Neufchâteau–Épinal                            |         | 78,0       | Neufchâteau – Mirecourt – Épinal                                                                                          | 1878                        | 1989                                                                                                   |
| 032 000          | Bahnstrecke Culmont-Chalindrey–Toul                       | 117     | 114,0      | Culmont-Chalindrey – Merrey – Neufchâteau – Toul                                                                          | 1881–1889                   | |
| 033 000          | Bahnstrecke Langres–Andilly                               |         | 17,7       | Langres – Andilly | 1881                        | (Langres – Andilly)                                                                                    |
| 035 000          | Bahnstrecke Merrey–Hymont-Mattaincourt                    |         | 58,0       | Merrey – Contrexéville – Vittel – Hymont-Mattaincourt                                                                     | 1881                        | |
| 039 000          | Bahnstrecke Toul–Rosières-aux-Salines                     |         | 43,0       | Neuves-Maisons | 1896–1933                   | 1964 (Toul – Chaligny)                                                                                 |
| 040 000          | Bahnstrecke Jarville-la-Malgrange–Mirecourt               |         | 57,0       | Jarville-la-Malgrange – Neuves-Maisons – Vézelise – Mirecourt                                                             | 1872–1879                   | |
| 041 000          | Bahnstrecke Barisey-la-Côte–Frenelle-la-Grande-Puzieux    |         | 34,8       | Barisey-la-Côte – Colombey-les-Belles – Frenelle-la-Grande-Puzieux                                                        | 1881–1883                   | 1953–1990                                                                                              |
| 042 000          | Bahnstrecke Blainville-Damelevières–Lure                  | 140     | 126,7      | Blainville-Damelevières – Épinal – Lure                                                                                   | 1857–1878                   | |
| 050 000          | Bahnstrecke Vitrey-Vernois–Bourbonne-les-Bains            |         |            | Vitrey-Vernois – Bourbonne-les-Bains                                                                                      |                             | |
| 051 000          | Bahnstrecke Jussey–Darnieulles-Uxegney                    |         | 72,0       | Jussey – Darney – Darnieulles-Uxegney                                                                                     | 1886                        | 1951–1990                                                                                              |
| 053 000          | Bahnstrecke Aillevillers–Plombières-les-Bains             |         | 10,7       | Aillevillers – Plombières-les-Bains                                                                                       | 1878                        | 1978                                                                                                   |
| 054 000          | Bahnstrecke Corbenay–Faymont                              |         | 16,7       | Corbenay – Faymont | 1881                        | 1987–2004                                                                                              |
| 055 000          | Bahnstrecke Bas-Évette–Giromagny                          |         |            | Bas-Évette – Giromagny |                             | |
| 057 000          | Bahnstrecke Aillevillers–Port-d’Atelier-Amance            |         | 30,1       | Aillevillers – Port-d'Atelier-Amance                                                                                      | 1860                        | 1991                                                                                                   |
| 060 000          | Bahnstrecke Épinal–Bussang                                |         | 56,2       | Épinal – Arches – Remiremont – Bussang                                                                                    | 1864–1891                   | 1989 (Remiremont – Bussang)                                                                            |
| 061 000          | Bahnstrecke Remiremont–Cornimont                          |         | 20,7       | Remiremont – Cornimont | 1879                        | 1989–1992                                                                                              |
| 062 000          | Bahnstrecke Arches–Saint-Dié                              |         | 48,9       | Arches – St-Dié | 1869–1876                   | |
| 063 000          | Bahnstrecke Laveline-devant-Bruyères–Gérardmer            |         | 17,9       | Laveline-devant-Bruyères – Gérardmer                                                                                      | 1874–1878                   | 1988                                                                                                   |
| 064 000          | Bahnstrecke Saint-Léonard–Fraize                          |         | 7,4        | Saint-Léonard – Fraize | 1876                        | 1988–2005                                                                                              |
| 065 000          | Bahnstrecke Mont-sur-Meurthe–Bruyères                     |         | 54,6       | Mont-sur-Meurthe – Rambervillers – Bruyères                                                                               | 1882–1911                   | 1988                                                                                                   |
| 067 000          | Bahnstrecke Lunéville–Saint-Dié                           |         | 49,7       | Lunéville – Baccarat – Raon-l’Étape – Étival-Clairefontaine – Saint-Dié                                                   | 1864                        | |
| 068 000          | Bahnstrecke Baccarat–Badonviller                          |         | 13,9       | Baccarat – Badonviller | 1881                        | 1989                                                                                                   |
| 069 000          | Bahnstrecke Igney-Avricourt–Cirey                         |         | 17,1       | Igney-Avricourt – Cirey                                                                                                   | 1870                        | 1969                                                                                                   |
| 070 000          | Bahnstrecke Paris–Strasbourg                              | 101 103 | 502,0      | Paris – Épernay – Châlons-en-Champagne – Vitry-le-François – Bar-le-Duc – Toul – Nancy – Lunéville – Saverne – Strasbourg | 1849–1852                   | |
| 071 000          | Bahnstrecke Esbly–Crécy-la-Chapelle                       |         | 9,9        | Esbly – Crécy-la-Chapelle                                                                                                 | 1902                        | |
| 072 000          | Bahnstrecke Trilport–Bazoches                             |         | 74,0       | Trilport – Bazoches | 1885–1894                   | |
| 073 000          | Bahnstrecke Château-Thierry–Oulchy-Breny                  |         | 28,2       | Château-Thierry – Oulchy-Breny                                                                                            | 1885                        | |
| 074 000          | Bahnstrecke Épernay–Reims                                 |         | 30,4       | Épernay – Reims |                             | |
| 076 000          | Bahnstrecke Aulnay-sous-Bois–Roissy 2-RER                 |         | 15,0       | Aulnay-sous-Bois – Roissy 2-RER                                                                                           | 1976–1994                   | |
| 078 000          | Bahnstrecke Champigneulles–Houdemont                      |         | 17,1       | Champigneulles – Houdemont                                                                                                | 1881                        | 1988–1998                                                                                              |
| 081 000          | Bahnstrecke Châlons-en-Champagne–Reims                    |         | 56,6       | Châlons-en-Champagne – Reims-Cérès                                                                                        |                             | |
| 082 000          | Bahnstrecke Reims–Laon                                    |         | 51,9       | Reims – Laon | 1857                        | |
| 085 000          | Bahnstrecke Saint-Hilaire-au-Temple–Hagondange            |         | 176,0      | Saint-Hilaire-au-Temple – Sainte-Menehould – Verdun – Conflans-Jarny – Hagondange                                         | 1867–1925                   | |
| 086 000          | Bahnstrecke Conflans-Jarny–Metz                           |         |            | Conflans-Jarny – Metz |                             | |
| 088 000          | Bahnstrecke Lérouville–Pont-Maugis                        |         | 143,3      | Lérouville – Verdun – Pont-Maugis                                                                                         | 1873–1876                   | 1959 (Personenverkehr)                                                                                 |
| 089 000          | Bahnstrecke Lérouville–Metz                               |         | 65,0       | Lérouville – Onville – Pagny-sur-Moselle – Novéant – Metz                                                                 | 1877–1932                   | |
| 090 000          | Bahnstrecke Frouard–Novéant                               |         | 34,0       | Frouard – Pagny-sur-Moselle – Novéant                                                                                     | 1850                        | |
| 091 000          | Bahnstrecke Dieulouard–Remilly                            |         |            | Dieulouard – Remilly |                             | |
| 095 000          | Bahnstrecke Longuyon–Pagny-sur-Moselle                    |         | 73,6       | Longuyon – Conflans-Jarny – Pagny-sur-Moselle                                                                             | 1877                        | |
| 096 000          | Bahnstrecke Pompey–Nomeny                                 |         | 22,0       | Pompey – Montenoy – Nomeny                                                                                                | 1882                        | 1982                                                                                                   |
| 097 000          | Bahnstrecke Champigneulles–Sarralbe                       |         | 82,5       | Champigneulles – Château-Salins – Bénestroff – Sarralbe                                                                   | 1872–1873                   | 1970                                                                                                   |
| 098 000          | Bahnstrecke Burthécourt–Vic-sur-Seille                    |         | 3,1        | Burthécourt – Vic-sur-Seille                                                                                              |                             | |
| 099 000          | Bahnstrecke Metz–Château-Salins                           |         | 58,0       | Metz-Ville – Château-Salins                                                                                               | 1904                        | 1972                                                                                                   |
| 100 000          | Bahnstrecke Nouvel-Avricourt–Bénestroff                   |         |            | |                             | |
| 106 000          | Bahnstrecke Sarrebourg–Abreschviller                      |         | 16,3       | Sarrebourg – La Forge – Abreschviller                                                                                     | 1892                        | 1991                                                                                                   |
| 107 000          | Bahnstrecke La Forge–Vallérysthal-Troisfontaines          |         | 9,4        | La Forge – Vallérysthal-Troisfontaines                                                                                    | 1892                        | 1989                                                                                                   |
| 110 000          | Bahnstrecke Strasbourg–Saint-Dié                          | 124     | 86,5       | Strasbourg – Molsheim – Saales – Saint-Dié-des-Vosges                                                                     | 1864–1928                   | |
| 111 000          | Bahnstrecke Sélestat–Saverne                              | 108 124 | 64,8       | Sélestat – Barr – Obernai – Molsheim – Wasselonne – Saverne                                                               | 1864–1877                   | 1993 (Molsheim – Saverne)                                                                              |
| 115 000          | Bahnstrecke Strasbourg–Basel                              | 190     | 142,0      | Strasbourg – Sélestat – Colmar – Mulhouse – Basel                                                                         | 1840–1844                   | |
| 116 000          | Bahnstrecke Sélestat–Lesseux-Frapelle                     | 123     | 11,3       | Sélestat – Sainte-Marie-aux-Mines – Lesseux-Frapelle                                                                      | 1864–1937                   | 1973 (La Vancelle – Lesseux-Frapelle)                                                                  |
| 117 000          | Bahnstrecke Val-de-Villé–Villé                            |         |            | |                             | |
| 118 000          | Bahnstrecke Sélestat–Sundhouse                            |         |            | |                             | |
| 119 000          | Bahnstrecke Colmar–Metzeral                               | 191     | 24,6       | Colmar – Wintzenheim – Turckheim – Munster – Metzeral                                                                     | 1868–1893                   | |
| 120 000          | Bahnstrecke Colmar–Neuf-Brisach                           |         | 17,0       | Colmar – Neuf-Brisach | 1878                        | |
| 121 000          | Bahnstrecke Colmar–Bollwiller                             |         | 31,0       | Colmar – Bollwiller | 1901                        | 1996                                                                                                   |
| 122 000          | Bahnstrecke Bollwiller–Lautenbach                         |         | 13,1       | Bollwiller – Lautenbach                                                                                                   | 1870–1884                   | 1969–1992                                                                                              |
| 123 000          | Bahnstrecke Neuf-Brisach–Bantzenheim                      |         | 25,1       | Neuf-Brisach – Bantzenheim                                                                                                | 1878                        | 1990 (Volgelsheim – Fessenheim)                                                                        |
| 124 000          | Bahnstrecke Mulhouse–Chalampé                             |         | 17,5       | Mulhouse – Bantzenheim – Chalampé                                                                                         | 1878                        | |
| 125 000          | Güterumfahrung Mulhouse                                   |         | 10,7       | |                             | |
| 128 000          | Bahnstrecke Saint-Maurice–Wesserling                      |         |            | Saint-Maurice – Wesserling                                                                                                | unvollendet                 | |
| 129 000          | Bahnstrecke Colmar–Marckolsheim                           |         |            | Colmar – Marckolsheim |                             | |
| 130 000          | Bahnstrecke Lutterbach–Kruth                              | 195     | 32,0       | Lutterbach – Cernay – Thann – Bitschwiller-lès-Thann – Saint-Amarin – Husseren-Wesserling – Fellering – Oderen – Kruth    | 1839–1905                   | |
| 131 000          | Bahnstrecke Cernay–Sewen                                  |         | 27,5       | Cernay – Sewen | 1869–1901                   | 1967–1973                                                                                              |
| 133 000          | Bahnstrecke Dannemarie–Pfetterhouse                       |         | 20,1       | Dannemarie – Pfetterhouse                                                                                                 | 1910                        | 1946–1970                                                                                              |
| 134 000          | Bahnstrecke Altkirch–Ferrette                             |         | 24,0       | Altkirch – Hirsingue – Ferrette                                                                                           | 1892                        | 1968 (Hirsingue – Ferrette) 1991 (Altkirch – Hirsingue)                                                |
| 135 000          | Bahnstrecke Waldighofen–Saint-Louis                       |         | 22,5       | Waldighofen – Blotzheim – Saint-Louis                                                                                     | 1915                        | 1955–1992                                                                                              |
| 136 000          | Bahnstrecke Saint-Louis–Huningue                          |         |            | Saint-Louis – Huningue |                             | |
| 137 000          | Bahnstrecke Logelbach–Lapoutroie                          |         |            | Logelbach – Lapoutroie |                             | |
| 138 000          | Bahnstrecke Graffenstaden–Hausbergen                      |         |            | Graffenstaden – Hausbergen                                                                                                |                             | |
| 140 000          | Bahnstrecke Réding–Metz-Ville                             | 150     | 88,0       | Réding – Bénestroff – Rémilly – Metz                                                                                      | 1851–1867                   | |
| 141 000          | Bahnstrecke Graffenstaden–Strasbourg-Neudorf              |         |            | Graffenstaden – Straßburg-Neudorf                                                                                         |                             | |
| 142 000          | Bahnstrecke Appenweier–Strasbourg                         | 104     | 22,0       | Appenweier – Kehl – Strasbourg                                                                                            | 1861                        | |
| 143 000          | Gleise des Port-du-Rhin                                   |         |            | |                             | |
| 145 000          | Bahnstrecke Wörth–Strasbourg                              | 105     | 57,0       | Strasbourg – Herrlisheim – Lauterbourg                                                                                    | 1876                        | |
| 146 000          | Bahnstrecke Vendenheim–Wissembourg                        |         | 58,0       | Strasbourg – Haguenau – Wissembourg                                                                                       | 1855                        | |
| 150 000          | Bahnstrecke Haguenau–Roeschwoog                           |         | 28,8       | Haguenau – Roeschwoog – Rastatt                                                                                           |                             | |
| 151 000          | Bahnstrecke Lauterbourg–Lauterbourg-Port-du-Rhin          |         |            | Lauterbourg – Lauterbourg-Port-du-Rhin                                                                                    |                             | |
| 152 000          | Bahnstrecke Lauterbourg–Wissembourg                       |         | 20,8       | Lauterbourg – Wissembourg                                                                                                 | 1900                        | 1954–1970                                                                                              |
| 153 000          | Bahnstrecke Mertzwiller–Seltz                             |         |            | Mertzwiller – Seltz |                             | |
| 154 000          | Bahnstrecke Walbourg–Lembach                              |         |            | Walbourg – Lembach |                             | |
| 157 000          | Bahnstrecke Lutzelbourg–Drulingen                         |         |            | Lutzelbourg – Maisons-Rouges – Drulingen                                                                                  |                             | |
| 158 000          | Bahnstrecke Phalsbourg–Maisons-Rouges                     |         |            | Phalsbourg – Maisons-Rouges                                                                                               |                             | |
| 159 000          | Bahnstrecke Haguenau–Falck-Hargarten                      |         | 125,7      | Haguenau – Niederbronn – Bitche – Sarreguemines – Bening – Falck-Hargarten                                                | 1864–1869                   | (Bitche – Niederbronn)                                                                                 |
| 160 000          | Bahnstrecke Steinbourg–Schweighouse-sur-Moder             | 107     | 33,5       | Steinbourg – Schweighouse-sur-Moder                                                                                       |                             | |
| 161 000          | Bahnstrecke Mommenheim–Sarreguemines                      |         | 74,0       | Mommenheim – Sarreguemines                                                                                                | 1895                        | |
| 162 000          | Bahnstrecke Bouxwiller–Ingwiller                          |         | 6,6        | Bouxwiller – Ingwiller | 1889                        | 1954                                                                                                   |
| 163 000          | Bahnstrecke Saarbrücken–Sarreguemines                     |         | 10,0       | Saarbrücken – Sarreguemines                                                                                               | 1870                        | |
| 164 000          | Bahnstrecke Ingwiller–La Petite-Pierre                    |         |            | Ingwiller – La Petite-Pierre                                                                                              |                             | |
| 166 000          | Bahnstrecke Wingen–St-Louis-lès-Bitche                    |         |            | Wingen – St-Louis-lès-Bitche                                                                                              |                             | |
| 167 000          | Bahnstrecke Réding–Diemeringen                            |         |            | Réding – Diemeringen |                             | |
| 168 000          | Bahnstrecke Berthelming–Sarreguemines                     |         |            | Berthelming – Sarreguemines                                                                                               |                             | |
| 169 000          | Bahnstrecke Kalhausen–Sarralbe                            |         |            | Kalhausen – Sarralbe |                             | |
| 170 000          | Bahnstrecke Sarreguemines–Bliesbrück                      |         | 11,7       | Sarreguemines – Bliesbrück                                                                                                | 1879                        | 1954                                                                                                   |
| 172 000          | Bahnstrecke Rémilly–Stiring-Wendel                        | 151     | 56,0       | Rémilly – Saint-Avold – Forbach – Saarbrücken                                                                             | 1851–1852                   | |
| 173 000          | Bahnstrecke Courcelles-s/Nied–Téterchen                   |         | 35,0       | Courcelles-sur-Nied – Téterchen                                                                                           | 1873–1876                   | 1944                                                                                                   |
| 174 000          | Bahnstrecke Metz–Anzeling Bahnstrecke Anzeling–Völklingen | 267c    | 55,2       | Metz – Anzeling – Hargarten-Falck – Völklingen                                                                            | 1908                        | 1944                                                                                                   |
| 175 000          | Bahnstrecke Bettelainville–Waldwisse                      |         | 30,0       | Bettelainville – Waldwisse                                                                                                | 1917                        | 1944                                                                                                   |
| 176 000          | Bahnstrecke Bouzonville–Guerstling-Grenze                 |         | 7,7        | Bouzonville – Guerstling                                                                                                  | 1901                        | |
| 177 000          | Bahnstrecke Thionville–Anzeling                           |         | 29,6       | Thionville – Anzeling |                             | |
| 178 000          | Bahnstrecke Thionville–Apach                              | 152     | 22,0       | Thionville – Apach | 1878                        | |
| 180 000          | Bahnstrecke Metz-Ville–Zoufftgen(Luxemburg)               |         | 55,0       | Metz-Ville – Zoufftgen | 1854–1859                   | |
| 186 000          | Bahnstrecke Bettembourg–Audun-le-Tiche                    |         |            | Bettembourg – Audun-le-Tiche                                                                                              |                             | |
| 190 000          | Bahnstrecke Hettange-Grande–Entrange                      |         |            | Hettange-Grande–Entrange                                                                                                  |                             | |
| 192 000          | Güterumfahrung Metz                                       |         |            | Metz-Sablon – Woippy |                             | |
| 194 000          | Bahnstrecke Knutange-Nilvange–Algrange-Rochonvilliers     |         |            | Knutange-Nilvange – Algrange-Rochonvilliers                                                                               |                             | |
| 195 000          | Bahnstrecke Fontoy–Audun-le-Tiche                         |         | 22,0       | Fontoy – Audun-le-Tiche                                                                                                   | 1899–1904                   | |
| 196 000          | Bahnstrecke Audun-le-Tiche–Hussigny-Godbrange             |         | 8,8        | Audun-le-Tiche – Hussigny-Godbrange                                                                                       | 1881–1923                   | 1966–1982                                                                                              |
| 197 000          | Bahnstrecke Boulange–Rumelange                            |         |            | Boulange – Rumelange |                             | |

## Region Nord
Stand: 2013
| Strecken- nummer | Strecke                                                | KBS     | Länge [km] | Verlauf                                                                                       | Eröffnung | Stilllegung                                                            |
| ---------------- | ------------------------------------------------------ | ------- | ---------- | --------------------------------------------------------------------------------------------- | --------- | ---------------------------------------------------------------------- |
| 200 000          | Bahnstrecke Vireux-Molhain–Mariembourg                 |         |            | Vireux-Molhain – Mariembourg (Belgien)                                                        |           |                                                                        |
| 201 000          | Bahnstrecke Montmédy–Ecouviez                          |         |            | Montmédy – Ecouviez (Belgien)                                                                 |           |                                                                        |
| 202 000          | Bahnstrecke Longuyon–Mont-Saint-Martin                 |         | 18,6       | Longuyon – Longwy – Mont-Saint-Martin                                                         | 1863–1869 |                                                                        |
| 203 000          | Bahnstrecke Longwy–Villerupt-Micheville                |         | 17,3       | Longwy – Hussigny-Godbrange – Villerupt-Micheville                                            | 1878      | 1978                                                                   |
| 204 000          | Bahnstrecke Mohon–Thionville                           |         | 137,0      | (Charleville-Mézières) – Mohon – Sedan – Montmédy – Longuyon – Thionville                     | 1858–1863 |                                                                        |
| 205 000          | Bahnstrecke Soissons–Givet                             |         | 209,2      | Soissons – Reims – Rethel – Charleville-Mézières – Givet                                      | 1858–1863 |                                                                        |
| 207 000          | Bahnstrecke Bazancourt–Challerange                     |         | 52,4       | Bazancourt – Dontrien – Challerange                                                           | 1872–1886 | 1989 (Dontrien – Challerange)                                          |
| 208 000          | Bahnstrecke Challerange–Apremont-sur-Aire              |         | 300,       | Challerange – Apremont-sur-Aire                                                               |           |                                                                        |
| 209 000          | Bahnstrecke Givet–Morialmé                             |         |            | Givet – Morialmé                                                                              |           |                                                                        |
| 210 000          | Bahnstrecke Amagne-Lucquy–Revigny                      |         | 108,0      | Amagne-Lucquy – Challerange – Revigny                                                         | 1873      |                                                                        |
| 212 000          | Bahnstrecke Hirson–Amagne-Lucquy                       |         | 61,7       | Hirson – Liart – Amagne-Lucquy                                                                | 1885      |                                                                        |
| 213 000          | Bahnstrecke Marcq-Saint-Juvin–Baroncourt               |         | 600,       | Dun-Dulcon – Damvillers-Peuvillers                                                            | 1930      | 1944                                                                   |
| 214 000          | Bahnstrecke Carignan–Messempré                         |         |            | Carignan – Messempré                                                                          |           |                                                                        |
| 215 000          | Bahnstrecke Vrigne-sur-Meuse–Vrigne-aux-Bois           |         |            | Vrigne-sur-Meuse – Vrigne-aux-Bois                                                            |           |                                                                        |
| 216 000          | Bahnstrecke Fretin–Fréthun (LGV)                       | 222 250 | 112,0      | Lille-Europe – Calais-Fréthun                                                                 | 1993      |                                                                        |
| 218 000          | Bahnstrecke Baroncourt–Audun-le-Roman                  |         |            | Baroncourt – Audun-le-Roman                                                                   | 1907      |                                                                        |
| 219 000          | Bahnstrecke Audun-le-Tiche–Audun-le-Tiche-Villerupt    |         |            | Audun-le-Tiche – Audun-le-Tiche-Villerupt                                                     |           |                                                                        |
| 220 000          | Bahnstrecke Valleroy-Moineville–Villerupt-Micheville   |         |            | Valleroy-Moineville – Audun-le-Roman – Villerupt-Micheville                                   |           |                                                                        |
| 221 000          | Bahnstrecke Tournes–Auvillers                          |         | 20,9       | Tournes – Auvillers                                                                           | 1884      | 1958                                                                   |
| 222 000          | Bahnstrecke Liart–Tournes                              |         | 24,0       | Liart – Tournes                                                                               | 1906      |                                                                        |
| 223 000          | Bahnstrecke Charleville-Mézières–Hirson                |         | 55,0       | Charleville-Mézières – Tournes – Auvillers – Hirson                                           | 1869      | 1989                                                                   |
| 224 000          | Bahnstrecke Monthermé-Château-Regnault-Bogny–Phades    |         |            | Monthermé-Château-Regnault-Bogny – Phades                                                     |           |                                                                        |
| 225 000          | Bahnstrecke Remilly-Aillicourt–Raucourt                |         |            | Remilly-Aillicourt – Raucourt                                                                 |           |                                                                        |
| 226 000          | Bahnstrecke Gonesse–Lille-Frontière (LGV Nord)         | 222 250 | 209,0      | Paris – TGV Haute-Picardie – Lille-Frontière                                                  | 1993–1996 |                                                                        |
| 226 306          | Bahnstrecke Racc. de Croissilles–Arras-Sud             |         |            | (LGV Nord) Racc. de Croissilles – Arras-Sud                                                   | 1993      |                                                                        |
| 226 310          | Bahnstrecke Vemars–Crisenoy (LGV Interconnexion Est)   |         | 57,0       | (LGV Nord) Vemars – Aéroport Charles de Gaulle – Marne la Vallée-Chessy – Crisenoy            | 1994      |                                                                        |
| 227 000          | Bahnstrecke Ormoy-Villers–Mareuil-sur-Ourcq            |         | 21,5       | Ormoy-Villers – Mareuil-sur-Ourcq                                                             | 1894      | 2005                                                                   |
| 228 000          | Bahnstrecke Laon–Liart                                 |         | 59,9       | Laon – Montcornet – Liart                                                                     | 1893      | 1975–1996 (Montcornet – Liart)                                         |
| 229 000          | Bahnstrecke La Plaine–Hirson                           | 269 270 | 207,0      | La Plaine – Aulnay-sous-Bois – Crépy-en-Valois – Villers-Cotterêts – Soissons – Laon – Hirson | 1860–1870 |                                                                        |
| 230 000          | Bahnstrecke Aulnay-sous-Bois–Verberie                  |         | 66,0       | Aulnay-sous-Bois – Senlis – Verberie                                                          | 1922      |                                                                        |
| 231 000          | Bahnstrecke Chantilly-Gouvieux–Crépy-en-Valois         |         | 33,0       | Chantilly – Senlis – Crépy-en-Valois                                                          | 1862–1870 | 1971–1992                                                              |
| 232 000          | Bahnstrecke Ormoy-Villers–Boves                        |         | 97,7       | Ormoy-Villers – Estrées-Saint-Denis – Montdidier – Boves                                      | 1882      |                                                                        |
| 233 000          | Bahnstrecke Rethondes–La Ferté-Milon                   |         | 43,8       | Rethondes – Villers-Cotterets – La Ferté-Milon                                                | 1884–1885 | 1954–1970 (Rethondes – La Ferté-Milon)                                 |
| 234 000          | Bahnstrecke Anizy-Pinon–Chauny                         |         | 24,9       | Anizy-Pinon – Chauny                                                                          | 1882      | 1954–1995 (Anizy-Pinon – Chauny-Usines)                                |
| 236 000          | Bahnstrecke Laon–Le Cateau                             |         | 76,8       | Laon – Flavigny-le-Grand – Le Cateau                                                          |           | (Sains-Richaumont – Le Cateau)                                         |
| 237 000          | Bahnstrecke Flavigny-le-Grand–Ohis-Neuve-Maison        |         |            |                                                                                               |           |                                                                        |
| 238 000          | Bahnstrecke Busigny–Hirson                             |         | 56,0       | Busigny – Wassigny – Hirson                                                                   | 1885      | 1991                                                                   |
| 239 000          | Bahnstrecke Avesnes–Sars-Poteries                      |         | 15,0       | Avesnes – Sars-Poteries                                                                       | 1901      | 1941–1953                                                              |
| 240 000          | Bahnstrecke Maubeuge–Fourmies                          |         | 41,0       | Maubeuge – Sars-Poteries – Fourmies                                                           | 1885      | 1969 (Ferrière-la-Grande – Glageon)                                    |
| 241 000          | Bahnstrecke Ferrière-la-Grande–Cousolre                |         | 11,0       | Ferrière-la-Grande – Cousolre                                                                 |           |                                                                        |
| 242 000          | Bahnstrecke Creil–Jeumont                              |         | 187,0      | Creil – Compiègne – Chauny – Saint-Quentin – Busigny – Aulnoye-Aymeries – Maubeuge – Jeumont  | 1847–1855 |                                                                        |
| 242 626          | Bahnstrecke Saint-Quentin–Origny-Sainte-Benoite        |         |            | Saint-Quentin – Origny-Sainte-Benoite                                                         |           |                                                                        |
| 247 000          | Bahnstrecke Hautmont–Feignies                          |         | 10,0       | Hautmont – Feignies                                                                           |           |                                                                        |
| 248 000          | Bahnstrecke Compiègne–Roye-Faubourg-Saint-Gilles       |         | 33,7       | Compiègne – Ressons-sur-Matz – Roye-sur-Matz – Roye                                           | 1881      | 1975 (Roye-sur-Matz – Roye-Faubourg-Saint-Gilles)                      |
| 249 000          | Bahnstrecke Marcoing–Masnières                         |         | 2,4        | Marcoing – Masnières                                                                          |           | 1994                                                                   |
| 250 000          | Bahnstrecke Busigny–Somain                             |         | 50,8       | Busigny – Cambrai – Somain                                                                    | 1858      |                                                                        |
| 251 000          | Bahnstrecke Escaudœuvres–Gussignies                    |         | 55,0       | Escaudœuvres – Solesmes – Le Quesnoy – Gussignies                                             |           |                                                                        |
| 252 000          | Bahnstrecke Prouvy-Thiant–Le Cateau                    |         | 31,0       | Prouvy-Thiant – Le Cateau                                                                     | 1884      |                                                                        |
| 253 000          | Bahnstrecke Valenciennes-Faubourg-de-Paris–Hautmont    |         | 33,1       | Valenciennes-Faubourg-de-Paris – Bavay – Hautmont                                             |           | (Bavay – Valenciennes-Faubourg-de-Paris)                               |
| 254 000          | Bahnstrecke Lourches–Valenciennes                      |         | 19,0       | Lourches – Denain – Prouvy-Thiant – Valenciennes                                              |           |                                                                        |
| 255 000          | Bahnstrecke Saint-Amand-les-Eaux–Blanc-Misseron        |         | 23,0       | Saint-Amand-les-Eaux – Fresnes-sur-Escaut – Blanc-Misseron                                    | 1875      |                                                                        |
| 256 000          | Bahnstrecke Denain–Saint-Amand-les-Eaux                |         | 20,0       | Denain – Wallers – Saint-Amand-les-Eaux                                                       |           |                                                                        |
| 257 000          | Bahnstrecke Saint-Armand-les-Eaux–Maulde-Mortagne      |         | 7,8        | Saint-Amand-les-Eaux – Lecelles – Maulde-Mortagne                                             | 1880–1881 |                                                                        |
| 258 000          | Bahnstrecke Aubigny-au-Bac–Somain                      |         | 14,6       | Aubigny-au-Bac – Villers-au-Tertre – Monchecourt – Aniche – Somain                            | 1882      | 1991 (Aubigny-au-Bac – Aniche)                                         |
| 259 000          | Bahnstrecke Saint-Just-en-Chaussée–Douai               |         | 144        | Saint-Just-en-Chaussée – Montdidier – Péronne – Cambrai – Douai                               |           | (Saint-Just-en-Chaussée – Roye-Faubourg-Saint-Gilles) (Roisel – Épehy) |
| 261 000          | Bahnstrecke Amiens–Laon                                |         | 107,0      | Amiens – Chaulnes – Tergnier – Laon                                                           | 1857–1867 |                                                                        |
| 262 000          | Bahnstrecke Douai–Blanc-Misseron                       |         | 36,0       | Douai – Somain – Valenciennes – Blanc-Misseron                                                |           |                                                                        |
| 264 000          | Bahnstrecke Pont-de-la-Deûle–Bachy-Mouchin             |         | 26,0       | Pont-de-la-Deûle – Bachy-Mouchin                                                              |           | 1960 (Nomain-Ouvignies – Bachy-Mouchin)                                |
| 265 000          | Bahnstrecke Templeuve–Don-Sainghin                     |         | 28,1       | Templeuve – Don-Sainghin                                                                      |           | (Templeuve – Don-Sainghin)                                             |
| 265 029          | Bahnstrecke Seclin–Seclin-Annexe                       |         | 1,2        | Seclin – Seclin-Annexe                                                                        |           | 1988                                                                   |
| 267 000          | Bahnstrecke Fives–Hirson                               |         | 123,0      | Fives – Orchies – Saint-Amand-les-Eaux – Valenciennes – Aulnoye-Aymeries – Hirson             | 1869–1872 |                                                                        |
| 268 000          | Bahnstrecke Somain–Halluin                             |         | 57,0       | Somain – Orchies – Roubaix-Wattrelos                                                          | 1876–1879 |                                                                        |
| 269 000          | Bahnstrecke Fives–Baisieux                             |         | 14,6       | Fives – Baisieux                                                                              |           |                                                                        |
| 271 000          | Bahnstrecke Roubaix-Wattrelos–Wattrelos                |         | 3,6        | Roubaix-Wattrelos – Wattrelos                                                                 |           | (Roubaix-Wattrelos – Wattrelos)                                        |
| 272 000          | Bahnstrecke Paris–Lille                                | 200     | 251,0      | Paris – Chantilly – Creil – Longueau – Arras – Douai – Lille                                  | 1846–1859 |                                                                        |
| 278 000          | Bahnstrecke Fives–Mouscron                             |         | 14,6       | Fives – Lille – Roubaix – Tourcoing – Mouscron                                                | 1842–1843 |                                                                        |
| 281 000          | Bahnstrecke Lens–Corbehem                              |         | 19,3       | Lens – Corbehem                                                                               | 1910      | 1989–1994                                                              |
| 284 000          | Bahnstrecke Lens–Ostricourt                            |         | 16,0       | Lens – Billy-Montigny – Hénin-Beaumont – Ostricourt                                           | 1859      |                                                                        |
| 285 000          | Bahnstrecke Hénin-Beaumont–Bauvin-Provin               |         | 15,1       | Hénin-Beaumont – Bauvin-Provin                                                                | 1879      | 1960–1970                                                              |
| 286 000          | Bahnstrecke Lens–Don-Sainghin                          |         | 18,0       | Lens – Don-Sainghin                                                                           |           |                                                                        |
| 288 000          | Bahnstrecke Bully-Grenay–La Bassée-Violaines           |         | 9,0        | Bully-Grenay – La Bassée-Violaines                                                            | 1862      |                                                                        |
| 289 000          | Bahnstrecke Lille–Abbeville                            |         | 134,5      | Lille – Béthune – St-Pol-sur-Ternoise – Abbeville                                             |           | 1994 (St-Pol-sur-Ternoise – Abbeville)                                 |
| 292 000          | Bahnstrecke Haubourdin–Saint-André                     |         | 19,6       | Haubourdin – Saint-André                                                                      |           |                                                                        |
| 293 000          | Bahnstrecke Wavrin–Armentières                         |         |            | Wavrin – Ennetières-en-Weppes – Armentières                                                   |           | (Wavrin – Ennetières-en-Weppes)                                        |
| 294 000          | Bahnstrecke Armentières–Arques                         |         | 55,5       | Armentières – Isbergues – Arques                                                              |           | 1972–1994 (Merville – Isbergues, Aire-sur-la-Lys – Wardrecques)        |
| 295 000          | Bahnstrecke Lille–Les Fontinettes                      | 209     | 105,0      | Lille – Armentières – Hazebrouck – Saint-Omer – Calais                                        | 1848      |                                                                        |
| 296 000          | Bahnstrecke La Madeleine–Comines-France                |         | 20,5       | La Madeleine – Comines-France                                                                 | 1876      | (Comines-Belgique – Comines-France)                                    |
| 298 000          | Bahnstrecke Armentières–Houplines                      |         | 2,9        | Armentières – Houplines (Belgische Grenze)                                                    |           | 1991                                                                   |
| 299 000          | Bahnstrecke Hazebrouck–Boeschepe                       |         | 14,8       | Hazebrouck – Boeschepe (Belgische Grenze)                                                     | 1870      | 1972–1991                                                              |
| 300 000          | Bahnstrecke Dunkerque-Locale–Bray-Dunes                |         | 13,0       | Dunkerque – Rosendaël – Leffrinckoucke – Zuydcoote – Bray-Dunes                               | 1870      |                                                                        |
| 301 000          | Bahnstrecke Arras–Dunkerque                            |         | 113,0      | Arras – Lens – Béthune – Hazebrouck – Dunkerque                                               | 1848–1861 |                                                                        |
| 303 000          | Bahnstrecke Watten-Éperlecques–Bourbourg               |         |            | Watten-Éperlecques – Bourbourg                                                                |           |                                                                        |
| 304 000          | Bahnstrecke Coudekerque-Branche–Les Fontinettes        |         | 41,2       | Coudekerque-Branche – Bourbourg – Calais                                                      | 1876      |                                                                        |
| 305 000          | Bahnstrecke Saint-Roch–Frévent                         |         | 61,6       | Saint-Roch – Frévent                                                                          |           |                                                                        |
| 306 000          | Bahnstrecke Doullens–Arras                             |         | 35,3       | Doullens – Achicourt – Arras                                                                  |           | (Doullens – Achicourt)                                                 |
| 307 000          | Bahnstrecke Arras–Saint-Pol-sur-Ternoise               |         | 34,0       | Arras – Saint-Pol-sur-Ternoise                                                                |           |                                                                        |
| 308 000          | Bahnstrecke Saint-Pol-sur-Ternoise–Étaples             |         | 61,4       | Saint-Pol-sur-Ternoise – Hesdin – Étaples                                                     |           |                                                                        |
| 309 000          | Bahnstrecke Bully-Grenay–Brias                         |         | 30,9       | Bully-Grenay – Brias                                                                          |           |                                                                        |
| 310 000          | Bahnstrecke Saint-Omer–Hesdigneul                      |         | 56,0       | Saint-Omer – Hesdigneul                                                                       | 1874      | 1959–1968                                                              |
| 311 000          | Bahnstrecke Longueau–Boulogne                          | 200     | 147,0      | Longueau – Amiens – Abbeville – Le Touquet – Boulogne-sur-Mer                                 | 1846–1867 |                                                                        |
| 314 000          | Bahnstrecke Boulogne–Calais                            | 200     | 41,0       | Boulogne – Calais                                                                             | 1846–1867 |                                                                        |
| 315 000          | Bahnstrecke Montsoult-Maffliers–Luzarches              |         | 11,1       | Montsoult-Maffliers – Luzarches                                                               | 1880      |                                                                        |
| 316 000          | Bahnstrecke Creil–Beauvais                             |         | 37,0       | Creil – Beauvais                                                                              | 1857      |                                                                        |
| 317 000          | Bahnstrecke Rochy-Condé–Soissons                       |         | 95,2       | Rochy-Condé – Clermont-de-l'Oise – Estrées-Saint-Denis – Compiègne – Soissons                 | 1870      | 1972–2002                                                              |
| 318 000          | Bahnstrecke La Rue-Saint-Pierre–Saint-Just-en-Chaussée |         | 17,0       | La Rue-Saint-Pierre – Saint-Just-en-Chaussée                                                  | 1876      | 1954–1973                                                              |
| 319 000          | Bahnstrecke Breteuil-Embranchement–Breteuil-Ville      |         | 6,7        | Breteuil-Embranchement – Breteuil-Ville                                                       | 1875      |                                                                        |
| 320 000          | Bahnstrecke Saint-Omer-en-Chaussée–Vers                |         | 42,4       | Saint-Omer-en-Chaussée – Crèvecœur-le-Grand – Vers                                            | 1874–1876 | 1969–1990                                                              |
| 321 000          | Bahnstrecke Saint-Roch–Darnétal                        |         | 139,0      | Saint-Roch – Darnétal                                                                         | 1867      |                                                                        |
| 322 000          | Bahnstrecke Canaples–Longroy-Gamaches                  |         | 57,0       | Canaples – Longpré-les-Corps-Saints – Longroy-Gamaches                                        | 1872–1874 | 1989–2003                                                              |
| 323 000          | Bahnstrecke Abbeville–Eu                               |         | 34,0       | Abbeville – Eu                                                                                | 1882      |                                                                        |
| 324 000          | Bahnstrecke Noyelles–Saint-Valery-Canal                |         | 5,6        | Noyelles – Saint-Valery-Canal                                                                 | 1856      |                                                                        |
| 325 000          | Bahnstrecke Épinay-Villetaneuse–Tréport-Mers           |         | 173,0      | Épinay-Villetaneuse – Persan – Beauvais – Abancourt – Le Tréport-Mers                         | 1872–1877 |                                                                        |
| 326 000          | Bahnstrecke Neuville–Cergy-le-Haut                     |         | 12,0       | Neuville-Université – Cergy-le-Haut                                                           | 1979–1994 |                                                                        |
| 328 000          | Bahnstrecke Ermont–Valmondois                          |         | 15,0       | Ermont-Eaubonne – Saint-Leu-la-Forêt – Taverny – Valmondois                                   | 1876      |                                                                        |
| 329 000          | Bahnstrecke Pierrelaye–Creil                           |         | 40,0       | Pierrelaye – Valmondois – Persan – Beaumont-sur-Oise – Creil                                  | 1846      |                                                                        |
| 330 000          | Bahnstrecke Saint-Denis–Dieppe                         |         | 161        | Saint-Denis – Pontoise – Gisors – Serqueux – Dieppe                                           | 1846–1873 | 1990 (Serqueux – Arques-la-Bataille)                                   |
| 332 000          | Bahnstrecke Beauvais–Gisors                            |         | 31,8       | Beauvais – Gisors                                                                             | 1875      | 1954–2013                                                              |
| 333 000          | Bahnstrecke Goincourt–Gournay-Ferrières                |         | 20,1       | Goincourt – Gournay-Ferrières                                                                 | 1870      | 2010–2013                                                              |

## Region Ouest
Stand: 2011
| Strecken- nummer | Strecke                                                       | KBS           | Länge [km] | Verlauf | Eröffnung          | Stilllegung                                |
| ---------------- | ------------------------------------------------------------- | ------------- | ---------- | --- | ------------------ | ------------------------------------------ |
| 340 000          | Bahnstrecke Paris–Le Havre                                    | 303           | 228,0      | Paris – Mantes-la-Jolie – Rouen – Le Havre                                                                       | 1843–1847          |                                            |
| 366 000          | Bahnstrecke Mantes-la-Jolie–Cherbourg                         | 320           | 313,0      | Mantes-la-Jolie – Évreux – Lisieux – Caen – Bayeux – Carentan – Valognes – Cherbourg-Octeville                   | 1855–1858          |                                            |
| 377 000          | Bahnstrecke Pont-l’Évêque–Honfleur                            |               | 25,0       | Pont-l’Évêque – Quetteville – Honfleur                                                                           | 1862               | 1971 (Pont-l’Évêque – Quetteville)         |
| 379 000          | Bahnstrecke Mézidon–Trouville-Deauville                       |               | 73,5,0     | Mézidon-Canon – Dozulé – Dives-sur-Mer – Cabourg – Trouville-sur-Mer – Deauville                                 | 1879–1884          | 1975 (Mézidon-Canon – Dives – Cabourg)     |
| 380 000          | Bahnstrecke Caen–Dozulé-Putot                                 |               | 23,0       | Caen – Dozulé | 1881               | 1944                                       |
| 381 000          | Bahnstrecke Neuilly-la-Forêt–Isigny-sur-Mer                   |               | 5,0        | Neuilly-la-Forêt – Isigny-sur-Mer                                                                                | 1881               | 1955                                       |
| 383 300          | Raccordement maritime de Caen                                 |               |            | |                    |                                            |
| 390 000          | Bahnstrecke Lisieux–Trouville-Deauville                       |               | 30,0       | Lisieux – Pont-l’Évêque – Trouville-sur-Mer – Deauville                                                          | 1858–1863          |                                            |
| 395 000          | Bahnstrecke Saint-Cyr–Surdon                                  |               | 160,0      | Saint-Cyr – Dreux – Surdon                                                                                       | 1858–1867          |                                            |
| 396 000          | Bahnstrecke Plaisir-Grignon–Épône-Mezières                    |               | 20,0       | Plaisir-Grignon – Épône-Mézières                                                                                 | 1900               |                                            |
| 401 000          | Bahnstrecke La Trinité-de-Réville–Lisieux                     |               | 18,7,0     | Lisieux – Orbec – La Trinité-de-Réville                                                                          | 1873–1882          | 1966                                       |
| 402 000          | Bahnstrecke Sainte-Gauburge–Mesnil-Mauger                     |               | 62,0       | Sainte-Gauburge – Gacé – Vimoutiers – Livarot – Mesnil-Mauger                                                    | 1880–1881          | 1960–1991                                  |
| 405 000          | Bahnstrecke Argentan–Granville                                |               | 131,0      | Argentan – Flers – Vire – Granville                                                                              | 1866–1870          |                                            |
| 408 000          | LGV Bretagne-Pays de la Loire (LGV BPL)                       |               | 182,0      | Le Mans – Laval – Rennes                                                                                         | 2016               |                                            |
| 410 000          | Bahnstrecke Coulibœuf–Falaise                                 |               |            | |                    |                                            |
| 411 000          | Bahnstrecke Falaise–Berjou                                    |               | 29,0       | Falaise – Berjou                                                                                                 | 1874               | 1938–1969                                  |
| 412 000          | Bahnstrecke Caen–Cerisy-Belle-Étoile                          |               | 65,0       | Caen – Condé-sur-Noireau – Cerisy-Belle-Étoile                                                                   | 1868–1873          | 1970–1979                                  |
| 413 000          | Bahnstrecke Caen–Vire                                         |               | 72,0       | Caen – Vire | 1886–1891          | 1938–1972                                  |
| 414 000          | Bahnstrecke Saint-Lô–Guilberville                             |               |            | Saint-Lô – Guilberville                                                                                          | 1892               |                                            |
| 415 000          | Bahnstrecke Lison–Lamballe                                    |               | 205,7      | Lison – Saint-Lô – Lamballe                                                                                      | 1860–1879          |                                            |
| 416 000          | Bahnstrecke Orval-Hyenville–Regnéville-sur-Mer                |               | 8,7        | Orval-Hyenville – Regnéville-sur-Mer                                                                             | 1902               | 1941                                       |
| 417 000          | Bahnstrecke Coutances–Sottevast                               |               | 72,9       | Coutances – La Haye-du-Puits – Sottevast                                                                         | 1884               | 1972–1988                                  |
| 418 000          | Bahnstrecke Carentan–Carteret                                 |               | 43,1       | Carentan – La Haye-du-Puits – Carteret                                                                           | 1889–1894          | 1979–1991                                  |
| 420 000          | Bahnstrecke Paris–Brest                                       | 350 351       | 622,4      | Paris – Versailles – Chartres – Le Mans – Laval – Rennes – Saint-Brieuc – Brest                                  | 1840–1865          |                                            |
| 429 000          | Bahnstrecke Courtalain–Conneré (LGV Atlantique Westzweig)     | 398           | 53,0       | Courtalain – Connerré (Le Mans)                                                                                  | 1989               |                                            |
| 430 000          | Bahnstrecke Le Mans–Mézidon                                   |               | 140,0      | Le Mans – Alençon – Argentan – Mézidon                                                                           | 1856–1859          |                                            |
| 431 000          | Bahnstrecke Paris–Monts (LGV Atlantique Südzweig)             | 399           | 232,0      | Paris – Courtalain – Monts (Tours)                                                                               | 1989–1990          |                                            |
| 441 000          | Bahnstrecke Rennes–Saint-Malo                                 |               | 81,0       | Rennes – Saint-Malo                                                                                              | 1864               |                                            |
| 446 000          | Bahnstrecke Plouaret–Lannion                                  | 353           | 16,0       | Plouaret-Trégor – Lannion                                                                                        | 1881               |                                            |
| 447 000          | Bahnstrecke Morlaix–Roscoff                                   |               | 28,5       | Morlaix – Saint-Pol-de-Léon – Roscoff                                                                            | 1883               |                                            |
| 450 000          | Bahnstrecke Le Mans–Angers                                    | 380           | 95,0       | Le Mans – Sablé-sur-Sarthe – Angers                                                                              | 1863               |                                            |
| 452 000          | LGV Bordeaux–Toulouse                                         |               | 222,0      | Saint-Médard (Bordeaux) – Triangle Sud-Gironde – Agen – Montauban – Saint Jory (Toulouse)                        | 2032               |                                            |
| 460 000          | Bahnstrecke Sablé–Montoir-de-Bretagne                         |               | 188,0      | Sablé-sur-Sarthe – Château-Gontier – Châteaubriant – Montoir-de-Bretagne                                         | 1876–1885          | 1988 (Château-Gontier–Montoir-de-Bretagne) |
| 468 000          | Bahnstrecke Rennes–Redon                                      |               | 73,2       | Rennes – Redon                                                                                                   | 1862               |                                            |
| 470 000          | Bahnstrecke Savenay–Landerneau                                |               | 299,6      | (Nantes) – Savenay – Redon – Lorient – Quimper – Landerneau – (Brest)                                            | 1862–1864          |                                            |
| 500 000          | Bahnstrecke Chartres–Bordeaux                                 |               | 496,8      | Chartres – Courtalain – Château-du-Loir – Saumur – Thouars – Niort – Saint-Jean-d’Angély – Saintes – Bordeaux    | 1874–1911          | (Bessé-sur-Braye – Mondoubleau)            |
| 505 000          | Bahnstrecke Arrou–Nogent-le-Rotrou                            |               | 41,0       | | 1887               | 1995                                       |
| 506 000          | Bahnstrecke Thorigné–Courtalain–Saint-Pellerin                |               | 50,7       | | 1898–1900          | 1965–1977                                  |
| 515 000          | Bahnstrecke Tours–Saint-Nazaire                               | 390           | 282,4      | Tours – Saumur – Angers – Nantes – Saint-Nazaire                                                                 | 1848–1857          |                                            |
| 516 000          | Bahnstrecke Saint-Nazaire–Le Croisic                          |               | 26,1       | La Baule-Escoublac                                                                                               | 1879               |                                            |
| 517 000          | Bahnstrecke La Baule-Escoublac–Guérande                       |               | 6,0        | – | 1879               | 1955–1991                                  |
| 518 000          | Bahnstrecke Segré–Angers-Saint-Serge                          |               | 37,0       | | 1878               | 2019                                       |
| 519 000          | Bahnstrecke Nantes–Châteaubriant                              |               | ,0         | Haluchère-Batignolles – La Chapelle-sur-Erdre                                                                    | 1877, 2014         | 1980 (teilw.)                              |
| 520 000          | Bahnstrecke Blain–La Chapelle-sur-Erdre                       |               | 29,6       | | 1901               | 1939–1952                                  |
| 521 000          | Bahnstrecke Loudun–Angers-Maître-École                        |               | 85,0       | Montreuil-Bellay – Perray-Jouannet                                                                               | 1874               | 1939–1954                                  |
| 522 000          | Bahnstrecke Perray-Jouannet–Les Fourneaux                     |               | 25,7       | | 1884               | 1954                                       |
| 523 000          | Bahnstrecke La Possonnière–Niort                              |               | 165,0      | Les Fourneaux – Cholet – Bressuire – Breuil-Barret                                                               | 1866–68            |                                            |
| 524 000          | Bahnstrecke Neuville-de-Poitou–Bressuire                      |               | 72,5       | Parthenay | 1887               | 1980                                       |
| 525 000          | Bahnstrecke Les Sables-d’Olonne–Tours                         |               | 246,0      | La Roche-sur-Yon (Napoléon Vendée) – Chantonnay – Bressuire – Thouars – Loudun – Chinon – Joué-lès-Tours – Tours | 1866–1875          |                                            |
| 526 000          | Bahnstrecke Vouvant-Cezais–Saint-Christophe-du-Bois           |               | 71,0       | Chantonnay – Les Herbiers                                                                                        | 1882               | 1937                                       |
| 527 000          | Bahnstrecke Clisson–Cholet                                    |               | 39,0       | Clisson – Cugand – Boussay-La Bruffière – Torfou – Saint-Christophe-du-Bois – Cholet                             | 1882               |                                            |
| 528 000          | Bahnstrecke Breuil-Barret–Velluire                            |               |            | Breuil-Barret – Velluire                                                                                         |                    |                                            |
| 529 000          | Bahnstrecke Fontenay-le-Comte–Benet                           |               |            | Fontenay-le-Comte – Benet                                                                                        |                    |                                            |
| 530 000          | Bahnstrecke Nantes-Orléans–Saintes                            |               | 251,3      | Nantes – Clisson – Montaigu – La Roche-sur-Yon – Luçon – La Rochelle – Rochefort – Saintes                       | 1866–1873          |                                            |
| 531 000          | Bahnstrecke Nantilly–Saumur-Rive-Gauche                       |               |            | Nantilly – Saumur-Rive-Gauche                                                                                    |                    |                                            |
| 534 000          | Bahnstrecke Nantes–La Roche-sur-Yon                           | 383           | 84,0       | Nantes – Sainte-Pazanne – Machecoul – Challans – Saint-Gilles-Croix-de-Vie                                       | 1875–1881          | 1982 (Commequiers – La Roche-sur-Yon)      |
| 535 000          | Bahnstrecke Commequiers–Saint-Gilles-Croix-de-Vie             | 383           | 12,0       | Commequiers – Saint-Gilles-Croix-de-Vie                                                                          | 1881               |                                            |
| 536 000          | Bahnstrecke Sainte-Pazanne–Pornic                             |               | 29,7       | Sainte-Pazanne – Pornic                                                                                          | 1875               |                                            |
| 537 000          | Bahnstrecke Saint-Hilaire-de-Chaléons–Paimbœuf                |               | 27,4       | Saint-Hilaire-de-Chaléons – Paimbœuf                                                                             | 1876               | 1988                                       |
| 538 000          | Bahnstrecke Poitiers–La Rochelle                              |               | 140,7      | Poitiers – Niort – La Rochelle                                                                                   | 1856–1857          |                                            |
| 539 000          | Bahnstrecke La Rochelle-Ville–La Rochelle-Pallice             |               |            | La Rochelle-Ville – La Rochelle-Pallice                                                                          |                    |                                            |
| 540 000          | Bahnstrecke Aigreffeuille-le-Thou–Rochefort                   |               |            | Aigreffeuille-le-Thou – Rochefort                                                                                |                    |                                            |
| 541 000          | Bahnstrecke St-Laurent-de-la-Prée–Pointe-de-la Fumée          |               |            | St-Laurent-de-la-Prée – Pointe-de-la Fumée                                                                       |                    |                                            |
| 542 000          | Bahnstrecke Cabariot–Chapus                                   |               |            | Cabariot – Chapus                                                                                                |                    |                                            |
| 543 000          | Bahnstrecke St-Jean-d’Angély–Taillebourg                      |               |            | St-Jean-d’Angély – Taillebourg                                                                                   |                    |                                            |
| 544 000          | Bahnstrecke Saintes–Royan                                     |               | 37,0       | Saintes – Saujon – Royan                                                                                         | 1875–1912          |                                            |
| 545 000          | Bahnstrecke Saujon–La Grève                                   |               |            | Saujon – La Grève                                                                                                |                    |                                            |
| 546 000          | Bahnstrecke Pons–Saujon                                       |               | 38,2,0     | Pons – Saujon | 1873–1875          | 1939–2000                                  |
| 547 000          | Bahnstrecke St-Mariens-St-Yzan–Blaye                          |               | 24,5,0     | St-Mariens-St-Yzan – Blaye                                                                                       | 1873               |                                            |
| 549 000          | Bahnstrecke Etampes–Auneau                                    |               | 32,9,0     | Etampes – Auneau                                                                                                 | 1893               | 1985                                       |
| 550 000          | Bahnstrecke Brétigny–Tours                                    |               |            | Brétigny – Dourdan – Châteaudun – Vendôme – La Membrolle-s/Choisille (Tours)                                     |                    |                                            |
| 551 000          | Bahnstrecke Bourg-la-Reine–Robinson (RER-B)                   |               |            | Bourg-la-Reine – Robinson                                                                                        |                    |                                            |
| 552 000          | Bahnstrecke Châtelet-Les Halles–Limours                       |               |            | Châtelet-Les Halles – Bourg-la-Reine – Massy-Palaiseau – St-Rémy-lès - Chevreuse – Limours (RER-B)               |                    |                                            |
| 553 000          | Bahnstrecke Paris–Chartres                                    |               | 85,0       | Paris – Massy-Palaiseau – Limours – Saint-Arnoult-en-Yvelines – Gallardon – Chartres                             | 1913–1930          | 1953 (Massy – Gallardon)                   |
| 554 000          | Bahnstrecke Auneau-Ville–Dreux                                |               | 49,2,0     | Auneau-Ville – Dreux                                                                                             | 1887–1892          | 1938–1989                                  |
| 555 000          | Bahnstrecke Beaulieu–Auneau                                   |               |            | Beaulieu-le-Coudray – Auneau-Ville – Auneau (– Embranchement)                                                    |                    |                                            |
| 556 000          | Bahnstrecke Chartres–Orléans                                  |               | 33,9,0     | Chartres – Beaulieu-le-Coudray – Voves – Patay – Orléans                                                         | 1872               |                                            |
| 557 000          | Bahnstrecke Voves–Toury                                       |               | 29,8,0     | Voves – Toury | 1896               | 1978                                       |
| 558 000          | Bahnstrecke Courtalain–Patay                                  |               |            | Courtalain-St-Pellerin – Châteaudun – Patay                                                                      |                    |                                            |
| 559 000          | Bahnstrecke Pont-de-Braye–Blois                               |               | 66,9,0     | Pont-de-Braye – Montoire-sur-le-Loir – Vendôme – Blois                                                           | 1875               |                                            |
| 560 000          | Bahnstrecke Sargé–Vouvray                                     |               | 29,8,0     | Sargé-s/Braye – Montoire-sur-le-Loir – Châteaurenault – Vouvray                                                  | 1896               | 1978                                       |
| 561 000          | Bahnstrecke Tours–Le Mans                                     |               | 96,0,0     | Tours – Château-du-Loir – Le Mans                                                                                | 1858               |                                            |
| 566 000          | LGV Sud Europe Atlantique (LGV SEA)                           |               | 302,0      | (Tours) – (Poitiers) – (Angoulème) – (Bordeaux)                                                                  | 2017               |                                            |
| 567 000          | Bahnstrecke Nantes–Indret                                     |               |            | Nantes-Etat – Indret                                                                                             |                    |                                            |
| 568 000          | Bahnstrecke Lormont–Bordeaux-Bastide                          |               | 5,8,0      | Lormont – Bordeaux-Bastide                                                                                       | 1852               |                                            |
| 569 000          | Bahnstrecke Aubrais-Orléans–Orléans                           |               |            | Aubrais-Orléans–Orléans                                                                                          |                    |                                            |
| 570 000          | Bahnstrecke Paris–Bordeaux                                    | 399, 400, 401 | 581,0      | Paris–Orléans–Tours–Poitiers–Angoulême–Bordeaux                                                                  | 1840–1853          |                                            |
| 571 000          | Bahnstrecke Port-Boulet–Port-de-Piles                         |               |            | Port-Boulet–Port-de-Piles                                                                                        |                    |                                            |
| 572 000          | Bahnstrecke Ligré-Rivière–Richelieu                           |               |            | Ligré-Rivière–Richelieu                                                                                          |                    |                                            |
| 573 000          | Bahnstrecke Loudun–Châtellerault                              |               |            | Loudun–Châtellerault                                                                                             |                    |                                            |
| 574 000          | Bahnstrecke Poitiers–Arçay                                    |               | 246,0      | Poitiers–Arçay                                                                                                   | Neuville-de-Poitou |                                            |
| 575 000          | Bahnstrecke Airvault–Moncontour                               |               | 15,0       | | 1884               | 1941                                       |
| 578 000          | Bahnstrecke Aiffres–Ruffec                                    |               | 75,6       | | 1885               | 1938                                       |
| 579 000          | Bahnstrecke Beillant–Angoulême                                |               | 67,60      | Cognac – Châteauneuf-sur-Charente                                                                                | 1867               |                                            |
| 580 000          | Bahnstrecke Châteauneuf-sur-Charente–Saint-Mariens-Saint-Yzan |               | 68,95      | | 1872–1907          | 1938                                       |

## Region Sud-Ouest
Stand: 2011
| Strecken- nummer | Strecke                                                 | KBS | Länge [km] | Verlauf | Eröffnung                    | Stilllegung                                                      |
| ---------------- | ------------------------------------------------------- | --- | ---------- | --- | ---------------------------- | ---------------------------------------------------------------- |
| 584 000          | Bahnstrecke Bordeaux-St-Louis–Pointe de Grave           | 405 | 117        | Ravezies – Bruges – Pauillac – Lesparre – Le Verdson                                                       | 1868–1875 (Erweiterung 1902) |                                                                  |
| 586 000          | Ringstrecke Bordeaux                                    |     | 16,7       | Bordeaux-St.-Jean–Bordeaux-St. Louis                                                                       | 1917 (Doppelspur 1922)       |                                                                  |
| 590 000          | Bahnstrecke Les Aubrais-Orléans–Montauban-Ville-Bourbon |     | 544        | Orléans – Vierzon – Châteauroux – Limoges – Brive-la-Gaillarde – Cahors – Montauban                        | 1840–1893                    |                                                                  |
| 591 000          | Bahnstrecke Villefranche-sur-Cher–Blois                 |     | 55,5       | Romorantin                                                                                                 | 1872–1884                    |                                                                  |
| 592 000          | Bahnstrecke Saint-Aignan-Noyers–Blois                   |     | 37,5       | | 1899                         | 1934                                                             |
| 593 000          | Bahnstrecke Vierzon–Saint-Pierre-des-Corps              |     | 544        | Montrichard – Saint-Aignan (Loir-et-Cher) – Selles-sur-Cher – Glèvres – Villesfranche-sur-Cher             | 1840–1893                    |                                                                  |
| 594 000          | Bahnstrecke Joué-lès-Tours–Châteauroux                  |     | 111        | Montbazon – Loches – Buzançais                                                                             | 1878–1880                    |                                                                  |
| 598 000          | Bahnstrecke Port-de-Piles–Argenton-sur-Creuse           |     | 102,2      | Le Grand-Pressigny – Tournon-Saint-Martin – Le Blanc                                                       | 1885–1889                    | 1940 (Personenverkehr) 1970–2001 (Descartes–Argenton-sur-Creuse) |
| 599 000          | Bahnstrecke Châtellerault–Launay                        |     | 27,8       | | 1891                         | 1951–1973                                                        |
| 600 000          | Chemin de fer du Blanc-Argent                           |     | 191,0      | Salbris – Romorantin-Lanthenay – Valençay – Écueillé – Buzançais – Mézières-en-Brenne                      | 1900–1901                    | 1951–1988 (teilweise)                                            |
| 601 000          | Bahnstrecke Saint-Benoît–Le Blanc                       |     | 66,7       | (Poitiers) St-Benoît – Mignaloux-Nouaillé – Le Blanc                                                       | 1880                         | 1996                                                             |
| 602 000          | Bahnstrecke Montmorillon–Yrieix                         |     |            | |                              |                                                                  |
| 603 000          | Bahnstrecke Montmorillon–Le Blanc                       |     |            | Montmorillon – St-Aigny-le-Blanc (Le Blanc)                                                                |                              |                                                                  |
| 604 000          | Bahnstrecke Mignaloux-Nouaillé–Bersac                   |     | 107,7      | Mignaloux-Nouaillé – Lussac-les-Châteaux – Montmorillon – Le Dorat – Bersac                                | 1867                         |                                                                  |
| 605 000          | Bahnstrecke Le Dorat–Magnac-Laval                       |     | ~ 8,0      | Le Dorat – Magnac-Laval                                                                                    | 1867                         |                                                                  |
| 606 000          | Bahnstrecke Le Dorat–Limoges-Bénédictins                |     | 55,4       | Bellac | 1880/1881                    |                                                                  |
| 607 000          | Bahnstrecke Lussac–St-Saviol                            |     | 63,3       | Lussac-les-Châteaux – Le Vigeant – St-Saviol                                                               | 1886–1891                    | 1969–1990                                                        |
| 608 000          | Bahnstrecke Roumazières–Le Vigeant                      |     | 41,8       | Roumazières-Loubert – Le Vigeant                                                                           | 1887–1901                    | 1971–1993                                                        |
| 609 000          | Bahnstrecke Ruffec–Roumazières-Loubert                  |     | 45,1       | Ruffec – Roumazières-Loubert                                                                               | 1911                         | 1951                                                             |
| 610 000          | Bahnstrecke Limoges-Bénédictins–Angoulême               |     | 117        | Saillat-Chassenon – Chabanais – Le Quéroy-Pranzac                                                          | 1880                         |                                                                  |
| 611 000          | Bahnstrecke Limoges-Bénédictins–Périgueux               |     | 96,6       | Nexon – Bussière-Galant –Thiviers                                                                          | 1861                         |                                                                  |
| 614 000          | Bahnstrecke Bussière–Yrieix                             |     | 45,1       | Bussière-Galant – Saint-Yrieix-la-Perche                                                                   | 1880                         | 1996                                                             |
| 615 000          | Bahnstrecke Labouheyre–Mimizan-Plage                    |     | 34,0       | Labouheyre – Mimizan-Plage                                                                                 | 1889–1909                    | 1992                                                             |
| 616 000          | Bahnstrecke Thiviers–Saint-Aulaire                      |     | 53,9       | Hautefort                                                                                                  | 1898                         | 2015                                                             |
| 617 000          | Bahnstrecke Quéroy-Pranzac–Thiviers                     |     | 62,7       | | 1881–1892                    | 2015                                                             |
| 618 000          | Bahnstrecke Magnac-Touvre–Marmande                      |     | 194,1      | Ribérac – Mussidan – Bergerac – Falgueyrat – La Sauvetat-du-Dropt                                          | 1888–1894                    | 1953–1967                                                        |
| 619 000          | Bahnstrecke Ribérac–Parcoul-Médillac                    |     | 8,6        | | 1892                         | 1954                                                             |
| 620 000          | Bahnstrecke La Cave–Ribérac                             |     | 29,3       | | 1881                         | 1951                                                             |
| 621 000          | Bahnstrecke Coutras–Tulle                               |     | 173,0      | Coutras – Mussidan – Périgueux – Brive-la-Gaillarde – Tulle                                                | 1857–1871                    |                                                                  |
| 623 000          | Bahnstrecke Hautefort–Terrasson                         |     | 22,0       | | 1899                         | 1941                                                             |
| 627 000          | Bahnstrecke La Cave–Ribérac                             |     | 45,9       | | 1883                         | 1955                                                             |
| 628 000          | Bahnstrecke Siorac-en-Périgord–Cazoulès                 |     | 49,0       | Sarlat | 1882–1884                    |                                                                  |
| 629 000          | Bahnstrecke Libourne–Buisson                            |     | 97,1       | Bergerac                                                                                                   | 1869–1879                    |                                                                  |
| 631 000          | Bahnstrecke Niversac–Agen                               |     | 140,3      | Le Buisson –Siorac-en-Périgord – Monsempron-Libos                                                          | 1863                         |                                                                  |
| 634 000          | Bahnstrecke Penne–Tonneins                              |     | 42,1       | Villeneuve-sur-Lot – Sainte-Livrade-sur-Lot                                                                | 1869–1894                    | 1960–1995                                                        |
| 635 000          | Bahnstrecke Villeneuve-sur-Lot–Falgueyrat               |     | 40,3       | Cancon | 1925–1930                    | 1953                                                             |
| 635 700          | Bahnstrecke Saint Symphorien–Lesparre                   |     | 141,0      | Hostens – Facture-Biganos – Lacanau-Ville                                                                  | 1877–1884                    | 1974                                                             |
| 637 000          | Bahnstrecke Bordeaux-Benauge–La Sauvetat-du-Dropt       |     | 78,8       | Sauveterre-de-Guyenne – Duras                                                                              | 1873                         | 1994                                                             |
| 640 000          | Bahnstrecke Bordeaux–Sète                               |     | 474,0      | Bordeaux – Agen – Montauban – Toulouse – Carcassonne – Narbonne – Béziers – Sète                           | 1855–1858                    |                                                                  |
| 641 000          | Bahnstrecke Langon–Gabarret                             |     | 79,0       | Nizan – Bourriot-Bergonce                                                                                  | 1866–1923                    | 1938–1988                                                        |
| 642 000          | Bahnstrecke Marmande–Mont-de-Marsan                     |     | 97,8       | Bourriot-Bergonce                                                                                          | 1882–1893                    | 1938                                                             |
| 643 000          | Bahnstrecke Port-Sainte-Marie–Riscle                    |     | 115,3      | Nérac – Eauze                                                                                              | 1880–1893                    | 1938                                                             |
| 644 000          | Bahnstrecke Nérac–Mont-de-Marsan                        |     | 93,7       | Gabarret                                                                                                   | 1890–1897                    | 1938–1969                                                        |
| 645 000          | Bahnstrecke Condom–Castéra-Verduzan                     |     | 23,1       | | 1925                         | 1939–1940                                                        |
| 646 000          | Bahnstrecke Eauze–Auch                                  |     | 56,8       | Castéra-Verduzan                                                                                           | 1909–1924                    | 1939–1952                                                        |
| 647 000          | Bahnstrecke Bon-Encontre–Vic-en-Bigorre                 |     | 129,8      | Auch – Mirande                                                                                             | 1865–1869                    |                                                                  |
| 648 000          | Bahnstrecke Saint-Agne–Auch                             |     | 88,0       | Toulouse-Saint-Cyprien-Arènes – Colomiers                                                                  | 1877                         |                                                                  |
| 649 000          | Bahnstrecke Castelsarrasin–Beaumont-de-Lomagne          |     | 26,0       | | 1904                         |                                                                  |
| 650 000          | Bahnstrecke Toulouse–Bayonne                            |     | 321,0      | Toulouse – Tarbes – Pau – Bayonne                                                                          | 1867                         |                                                                  |
| 652 000          | Bahnstrecke Morcenx–Bagnères-de-Bigorre                 |     | 158,9      | Mont-de-Marsan – Riscle – Vic-Bigorre – Tarbes                                                             | 1859                         |                                                                  |
| 653 000          | Bahnstrecke Saint-Sever–Hagetmau                        |     | 15,0       | | 1910                         | 2013                                                             |
| 654 000          | Bahnstrecke Dax–Mont-de-Marsan                          |     | 62,0       | Peyrouton                                                                                                  | 1891–1899                    | 1970                                                             |
| 655 000          | Bahnstrecke Bordeaux–Irun                               | 401 | 235,0      | Dax – Bayonne – Hendaye                                                                                    | 1841–1864                    |                                                                  |
| 656 000          | Bahnstrecke Puyoô–Dax                                   |     | 30,3       | Peyrouton – Saint-Sever                                                                                    | 1863                         |                                                                  |
| 657 000          | Bahnstrecke Lamothe–Arcachon                            | 402 | 15,7       | Lamothe – Arcachon                                                                                         | 1841–1857                    |                                                                  |
| 658 000          | Bahnstrecke Bayonne–Allées-Marines                      |     | 6,3        | | 1895                         |                                                                  |
| 659 000          | Bahnstrecke Biarritz-la-Négresse–Biarritz-Ville         |     | 3,2        | | 1907                         | 1981                                                             |
| 664 000          | Bahnstrecke Pau–Canfranc                                | 415 | 93,0       | Pau–Oloron-Sainte-Marie–Canfranc                                                                           | 1883–1928                    | 1970–1980 (Oloron-Sainte-Marie–Canfranc)                         |
| 672 000          | Bahnstrecke Portet-Saint-Simon–Puigcerdà                |     | 155,0      | Toulouse – Pamiers – Foix – Tarascon-sur-Ariège – Ax-les-Thermes – Latour-de-Carol – Puigcerda             | 1861–1929                    |                                                                  |
| 677 000          | Bahnstrecke Narbonne–Portbou                            |     |            | Narbonne – Rivesaltes – Perpignan – Cerbère (Portbou SPANIEN)                                              |                              |                                                                  |
| 679 000          | Bahnstrecke Perpignan–Villefranche-de-Conflent          |     | 45,6       | Perpignan – Prades – Villefranche-de-Conflent                                                              | 1868–1895                    |                                                                  |
| 680 000          | Bahnstrecke Elne–Arles-sur-Tech                         |     | 43,0       | |                              |                                                                  |
| 681 000          | Bahnstrecke La Guerche–Marseille                        |     | 18,0       | |                              |                                                                  |
| 682 000          | Bahnstrecke Auxy-Juranville–Bourges                     |     | 135,7      | |                              |                                                                  |
| 683 000          | Bahnstrecke Les Aubrais-Orléans–Malesherbes             |     | 61,6       | |                              |                                                                  |
| 684 000          | Bahnstrecke Étampes–Beaune-la-Rolande                   |     | 58,7       | |                              |                                                                  |
| 685 000          | Bahnstrecke Gien–Argent                                 |     | 23,0       | |                              |                                                                  |
| 686 000          | Bahnstrecke Orléans–Montargis                           |     | 70,1       | |                              |                                                                  |
| 687 000          | Bahnstrecke Orléans–Gien                                |     | 64,4       | |                              |                                                                  |
| 689 000          | Bahnstrecke Saint-Germain-du-Puy–Cosne-Cours-sur-Loire  |     | 60,1       | |                              |                                                                  |
| 690 000          | Bahnstrecke Vierzon–Saincaize                           |     | 87,2       | |                              |                                                                  |
| 691 000          | Bahnstrecke Saint-Florent-sur-Cher–Issoudun             |     | 23,5       | |                              |                                                                  |
| 692 100          | Bahnstrecke Saint-Satur–Saint-Satur-Gare-d’Eau          |     | 67,1       | |                              |                                                                  |
| 693 000          | Bahnstrecke Salbris–Argent                              |     | 191,0      | |                              |                                                                  |
| 694 000          | Bahnstrecke Paulhan–Montpellier                         |     | 40,6       | |                              |                                                                  |
| 695 000          | Bahnstrecke Bourges–Miécaze                             |     | 304,7      | Montluçon – Eygurande-Merlines – Bort-les-Orgues                                                           |                              |                                                                  |
| 696 000          | Bahnstrecke Châteauroux–La Ville-Gozet                  |     | 101,4      | |                              |                                                                  |
| 697 000          | Bahnstrecke Argenton-sur-Creuse–La Chaussée             |     | 46,9       | |                              |                                                                  |
| 698 000          | Bahnstrecke La Châtre–Guéret                            |     | 72,8       | |                              |                                                                  |
| 699 000          | Bahnstrecke Champillet-Urciers–Lavaufranche             |     | 43,8       | |                              |                                                                  |
| 701 000          | Bahnstrecke Capdenac–Rodez                              |     | 66,5       | |                              |                                                                  |
| 702 000          | Bahnstrecke Montluçon–Saint-Sulpice-Laurière            |     | 122,3      | |                              |                                                                  |
| 703 000          | Bahnstrecke Vieilleville–Bourganeuf                     |     | 19,9       | |                              |                                                                  |
| 704 000          | Bahnstrecke Saint-Sébastien–Guéret                      |     | 45,6       | |                              |                                                                  |
| 705 000          | Bahnstrecke Montluçon–Moulins                           |     | 80,8       | Commentry – Doyet-la-Presle                                                                                |                              |                                                                  |
| 706 000          | Bahnstrecke Doyet-la-Presle–Bézenet                     |     | 5,1        | |                              |                                                                  |
| 707 000          | Bahnstrecke Commentry–Gannat                            |     | 54,0       | |                              |                                                                  |
| 708 000          | Bahnstrecke Montluçon–Gouttières                        |     | 44,6       | |                              |                                                                  |
| 709 000          | Bahnstrecke Lapeyrouse–Volvic                           |     | 56,6       | |                              |                                                                  |
| 710 000          | Bahnstrecke Laqueuille–Mont-Dore                        |     | 13,9       | | 1899                         | 2015 (teilweise)                                                 |
| 711 000          | Bahnstrecke Eygurande-Merlines–Clermont-Ferrand         |     | 86,5       | Volvic | 1881                         | 2014 (teilweise)                                                 |
| 712 000          | Bahnstrecke Busseau-sur-Creuse–Ussel                    |     |            | | 1893                         | 1989 (teilweise)                                                 |
| 713 000          | Bahnstrecke Le Palais–Eygurande-Merlines                |     | 122,0      | Meymac | 1880–1883                    |                                                                  |
| 714 000          | Bahnstrecke Uzerche–Tulle                               |     | 31,9       | Seilhac | 1904                         | 1969–1970                                                        |
| 715 000          | Bahnstrecke Seilhac–Treignac                            |     | 95,0       | Tulle – Saint Bonnet-Avalouze                                                                              | 1904                         | 1969–1970                                                        |
| 716 000          | Bahnstrecke Tulle–Meymac                                |     | 54,0       | | 1880–1881                    |                                                                  |
| 717 000          | Bahnstrecke Tulle–Argentat                              |     | 33,6       | | 1904                         | 1969–1970                                                        |
| 718 000          | Bahnstrecke Brive-la-Gaillarde–Toulouse-Matabiau        |     | 248,0      | Saint-Denis-près-Martel – Figeac – Capdenac – Lexos – Cordes-Vindrac – Tessonnières – Saint-Sulpice (Tarn) | 1858–1864                    |                                                                  |
| 719 000          | Bahnstrecke Souillac–Viescamp-sous-Jallès               |     | 79,2       | Saint-Denis-près-Martel – Bretenoux-Biars – Miécaze                                                        | 1889–1891                    |                                                                  |
| 720 000          | Bahnstrecke Figeac–Arvant                               |     | 170,6      | Viescamp-sous-Jallès – Millau – Neussargues                                                                | 1858–1888                    |                                                                  |
| 721 000          | Bahnstrecke Bort-les-Orgues–Neussargues                 |     | 71,2       | Lugarde-Marchastel                                                                                         | 1908                         | 1990–1991                                                        |
| 722 000          | Bahnstrecke Béziers–Neussargues                         |     | 277,0      | Béziers – Aurillac – Neussargues                                                                           | 1861–1868                    |                                                                  |
| 732 000          | Bahnstrecke Vias–Lodève                                 |     | 58,2       | Vias – Paulhan – Rabieux – Lodève-Le Bosc – Lodève                                                         | 1863                         |                                                                  |
| 734 000          | Bahnstrecke Narbonne–Bize                               |     | 20,6       | Narbonne – Sallèles-d'Aude – Bize                                                                          | 1887                         | 1939 (Personenverkehr)                                           |
| 735 000          | Bahnstrecke Moux–Caunes-Minervois                       |     | 28,0       | | 1887                         |                                                                  |
| 736 000          | Bahnstrecke Castelnaudary–Rodez                         |     | 184,3      | Castelnaudary – Castres – Albi – Carmaux – Rodez                                                           | 1854                         |                                                                  |
| 737 000          | Bahnstrecke Castres–Bédarieux                           |     | 91,7       | Castres – Mazamet – Bédarieux                                                                              | 1863                         |                                                                  |
| 738 000          | Bahnstrecke Montauban-Ville-Bourbon–La Crémade          |     | 91,2       | Montauban-Ville-Bourbon – Saint-Sulpice (Tarn) – La Crémade – Castres                                      | 1884–88                      |                                                                  |
| 741 000          | Bahnstrecke Tessonnières–Albi                           |     | 16,2       | | 1864                         |                                                                  |
| 744 000          | Bahnstrecke Carmaux–Vindrac                             |     | 25,99      | Carmaux – Monestiés – Vindrac                                                                              | 1937                         | 1939                                                             |
| 745 000          | Bahnstrecke Villeneuve-Saint-Georges–Montargis          |     | 103,4      | Villeneuve-Saint-Georges – Juvisy – Corbeil-Essonnes – Malesherbes – Montargis                             | 1840–67                      |                                                                  |

## Region Sud-Est
Stand: 2011
| Strecken- nummer | Strecke | KBS         | Länge [km] | Verlauf | Eröffnung   | Stilllegung                                             |
| ---------------- | --- | ----------- | ---------- | --- | ----------- | ------------------------------------------------------- |
| 746 000          | Bahnstrecke Corbeil-Essonnes–Montereau                                                                        |             | 59,2       | Corbeil-Essonnes – Melun – Montereau-Fault-Yonne | 1897        |                                                         |
| 747 000          | Bahnstrecke Bourron-Marlotte-Grez–Malesherbes                                                                 |             | 26,2       | | 1881        |                                                         |
| 748 000          | Bahnstrecke Montargis–Sens                                                                                    |             | 62,0       | Montargis – Triguères – Sens | 1874        |                                                         |
| 749 000          | Bahnstrecke Triguères–Surgy                                                                                   |             | 76,2       | Triguères – Toucy-Moulins – Fontenoy – Surgy | 1884        |                                                         |
| 750 000          | Bahnstrecke Moret-Veneux-les-Sablons–Lyon-Perrache                                                            |             | 492        | Montargis – Gien – Cosne-sur-Loire – Nevers – Moulins – Saint-Germain-des-Fossés – Montrond-les-Bains – Saint-Étienne – Givors-Canal                                             | 1850–1861   |                                                         |
| 751 000          | Bahnstrecke Auxerre-Saint-Gervais–Gien                                                                        |             | 91,5       | Auxerre-Saint-Gervais – Toucy-Moulins – Fontenoy – Gien | 1884–1885   |                                                         |
| 752 000          | Bahnstrecke Combs-la-Ville–Saint-Louis LGV Sud-Est LGV Rhône-Alpes LGV Méditerranée                           |             | 711,16     | Combs-la-Ville (Paris) – Le Creusot TGV – Mâcon-Loché TGV – Lyon-Saint-Exupéry TGV – Valence TGV – Avignon TGV – Aix-en-Provence TGV – Saint-Louis (Marseille)                   | 1981–2001   |                                                         |
| 752 100          | Bahnstrecke Villeneuve-Saint-Georges–Abzw. Moisenay LGV Interconnexion Est                                    |             | 39,4       | Villeneuve-Saint-Georges (Paris) – Triangle de Coubert – Abzw. Moisenay (LGV Sud-Est)                                                                                            | 1996        |                                                         |
| 753 000          | Bahnstrecke Laroche-Migennes–Cosne                                                                            |             | 134,3      | |             |                                                         |
| 754 000          | Bahnstrecke Clamecy–Nevers                                                                                    |             | 75,1       | |             |                                                         |
| 755 000          | Bahnstrecke Cravant-Bazarnes–Dracy-Saint-Loup                                                                 |             | 116,6      | Avallon – Saulieu | 1882        |                                                         |
| 756 000          | Bahnstrecke Avallon–Nuits-sous-Ravières                                                                       |             | 43,5       | |             |                                                         |
| 757 000          | Bahnstrecke Maison-Dieu–Laumes-Alésia                                                                         |             | 44,8       | |             |                                                         |
| 760 000          | Bahnstrecke Nevers–Chagny                                                                                     |             | 161,3      | Cercy-la-Tour – Étang-sur-Arroux – Montchanin – Santenay-les-Bains | 1861–1867   |                                                         |
| 761 000          | Bahnstrecke Étang–Santenay                                                                                    |             | 58,9       | Dracy-Saint-Loup – Épinac-les-Mines | 1870        |                                                         |
| 762 000          | Bahnstrecke Clamecy–Gilly-sur-Loire                                                                           |             | 126,6      | |             |                                                         |
| 763 000          | Bahnstrecke Tamnay-Châtillon–Château-Chinon                                                                   |             | 23,1       | |             |                                                         |
| 764 000          | Bahnstrecke Saint-Florentin–Monéteau-Gurgy                                                                    |             | 26,2       | |             |                                                         |
| 765 000          | Bahnstrecke Épinac–Pouillenay                                                                                 |             | 70,4       | |             |                                                         |
| 766 000          | Bahnstrecke Dijon-Ville–Épinac                                                                                |             | 67,8       | |             |                                                         |
| 769 000          | Bahnstrecke Le Coteau–Montchanin                                                                              |             | 107,4      | |             |                                                         |
| 770 000          | Bahnstrecke Moulins–Mâcon                                                                                     |             | 144,0      | |             |                                                         |
| 771 000          | Bahnstrecke Étiveau–Montchanin                                                                                |             | 25,8       | |             |                                                         |
| 772 000          | Bahnstrecke Cluny–Châlon-sur-Saône                                                                            |             | 50,3       | |             |                                                         |
| 774 000          | Bahnstrecke Pouilly-sous-Charlieu–Clermain                                                                    |             | 56,1       | |             |                                                         |
| 775 000          | Bahnstrecke Paray-le-Monial–Givors-Canal                                                                      |             | 134,9      | |             |                                                         |
| 776 000          | Bahnstrecke Belleville–Beaujeu                                                                                |             | 12,6       | |             |                                                         |
| 780 000          | Bahnstrecke Saint-Étienne-La-Terrasse–Pont-de-l'Âne                                                           |             |            | |             |                                                         |
| 782 000          | Bahnstrecke Lyon-Saint-Paul–Montbrison                                                                        |             | 77,9       | |             |                                                         |
| 783 000          | Bahnstrecke Le Coteau–Saint-Germain-au-Mont-d’Or                                                              |             | 67,0       | Saint-Victor-Thizy – Amplepuis – L’Arbresle – Lozanne | 1866–1868   |                                                         |
| 784 000          | Bahnstrecke Clermont-Ferrand–Saint-Just-sur-Loire                                                             |             | 132,0      | |             |                                                         |
| 785 000          | Bahnstrecke Saint-Germain-des-Fossés–Darsac                                                                   |             | 160,3      | |             |                                                         |
| 786 000          | Bahnstrecke Vichy–Cusset                                                                                      |             | 1,6        | |             |                                                         |
| 787 000          | Bahnstrecke Vichy–Riom                                                                                        |             | 44,0       | |             |                                                         |
| 789 000          | Bahnstrecke La Ferté-Hauterive–Gannat                                                                         |             | 35,3       | |             |                                                         |
| 790 000          | Bahnstrecke Saint-Germain-des-Fossés–Nîmes                                                                    | 543         | 303,0      | Saint-Germain-des-Fossés – Clermont-Ferrand – Issoire – Arvant – Brioude – Langeac – Langogne – Villefort – Genolhac – La Grand-Combe – Alès – Nîmes                             | 1840–1870   |                                                         |
| 791 000          | Transcevenole                                                                                                 |             | 93,1       | auch: Bahnstrecke Brives-Charensac–Lalevade-d’Ardèche |             |                                                         |
| 792 000          | Bahnstrecke Le Puy–Langogne                                                                                   |             | 53,4       | |             |                                                         |
| 793 000          | Bahnstrecke Riom–Châtelguyon                                                                                  |             | 7,0        | |             |                                                         |
| 794 000          | Bahnstrecke Beaumont-Loriat–Saint-Flour                                                                       |             | 45,9       | |             |                                                         |
| 795 000          | Bahnstrecke Bonson–Sembadel                                                                                   |             | 66,7       | |             |                                                         |
| 796 000          | Bahnstrecke Saint-Just-sur-Loire–Fraisses - Unieux                                                            |             | 18,6       | |             |                                                         |
| 797 000          | Bahnstrecke Firminy–Saint-Rambert-d’Albon                                                                     |             | 84,3       | |             |                                                         |
| 798 000          | Bahnstrecke Saint-Georges-d’Aurac–Saint-Étienne                                                               |             | 138,0      | Darsac – Le Puy-en-Velay – Fraisses-Unieux – Firminy | 1859–1874   |                                                         |
| 799 000          | Bahnstrecke Saint-Étienne-le-Clapier–La Béraudière                                                            |             |            | |             |                                                         |
| 800 000          | Bahnstrecke Givors-Canal–Grezan                                                                               |             | 254,5      | Peyraud – Tournon-sur-Rhône – Saint-Péray – La Voulte-sur-Rhône – Le Pouzin – Le Teil – Bourg-Saint-Andéol – Pont-Saint-Esprit – Bagnols-sur-Cèze – L’Ardoise – Roquemaure-Tavel | 1874–1880   |                                                         |
| 804 000          | Bahnstrecke Le Pouzin–Privas                                                                                  |             | 21,2       | Le Pouzin – Privas | 1862        | 1994                                                    |
| 805 000          | Bahnstrecke Teil–Alès                                                                                         |             | 99,5       | Vogüé – (Bessèges) – Robiac | 1854–1866   |                                                         |
| 806 000          | Bahnstrecke Vogüé–Lalevade-d’Ardèche                                                                          |             | 18,9       | Saint-Sernin | 1879–1882   | 1988                                                    |
| 807 000          | Bahnstrecke Saint-Sernin–Largentière                                                                          |             | 12,9       | | 1883        | 1988                                                    |
| 808 000          | Bahnstrecke Bessèges–Robiac                                                                                   |             | 2,5        | | 1857        |                                                         |
| 809 000          | Bahnstrecke La Valette–Robiac                                                                                 |             |            | | 1858        | 1962                                                    |
| 810 000          | Bahnstrecke Tarascon–Sète-Ville                                                                               |             | 1060       | Tarascon – Nîmes – Lunel – Montpellier – Sète | 1839–1845   |                                                         |
| 830 000          | Bahnstrecke Paris–Marseille                                                                                   | 501 502 503 | 8630       | Paris – Dijon – Chalon-sur-Saône – Mâcon – Villefranche-sur-Saône – Lyon – Vienne – Valence – Montélimar – Orange – Avignon – Arles – Marseille                                  | 1847–1855   |                                                         |
| 831 000          | Bahnstrecke Flamboin-Gouaix–Montereau                                                                         |             | 28,2       | Châtenay-sur-Seine | 1848        |                                                         |
| 832 000          | Bahnstrecke Saint-Julien–Saint-Florentin-Vergigny                                                             |             | 520        | Neuvy–Sautour | 1891        |                                                         |
| 834 000          | Bahnstrecke Angles–Lattes LGV Méditerranée Zweig „Languedoc-Roussillon“ Contournement de Nîmes et Montpellier |             | 86         | Triangle des Angles (Avignon) – Manduel (Nîmes) – Lattes (Montpellier) | 2001 / 2018 |                                                         |
| 837 000          | LGV Perpignan–Figueres                                                                                        |             | 44,4       | Le Soler (Perpignan) – Figueres | 2010        |                                                         |
| 838 000          | Bahnstrecke Saint-Julien–Gray                                                                                 |             | 189,1      | Saint-Julien-les-Villas – Châtillon-sur-Seine – Poinson-Beneuvre | 1875        |                                                         |
| 839 000          | Bahnstrecke Nuits-sous-Ravières–Châtillon-sur-Seine                                                           |             | 35,4       | Sennevoy | 1864        |                                                         |
| 840 000          | Bahnstrecke Chaumont–Châtillon-sur-Seine                                                                      |             | 41,7       | Veuxhaulles – Courban | 1863        |                                                         |
| 842 000          | Bahnstrecke Poinson-Beneuvre–Langres                                                                          |             | 46,5       | Musseau – Vaillant – Brennes | 1883        | 1975                                                    |
| 843 000          | Bahnstrecke Is-sur-Tille–Culmont-Chalindrey                                                                   |             | 440        | Selongey – Occey – Prauthoy | 1874–1877   |                                                         |
| 846 000          | Bahnstrecke Culmont-Chalindrey–Gray                                                                           |             | ~220       | Champlitte – Maâtz | 1855        | 1970                                                    |
| 847 000          | Bahnstrecke Vaivre–Gray                                                                                       |             | 520        | Fresne–Saint-Mamès | 1863        |                                                         |
| 849 000          | Bahnstrecke Dijon-Ville–Is-sur-Tille                                                                          |             | 330        | Ruffey – Bretigny-Norges | 1872        |                                                         |
| 850 000          | Bahnstrecke Dijon–Vallorbe                                                                                    | 531         | 1450       | Dijon – Genlis – Auxonne – Dole – Mouchard – Andelot – Frasne – Vallorbe | 1855–1915   |                                                         |
| 851 000          | Bahnstrecke Gray–Saint-Jean-de-Losne                                                                          |             | 54,60      | Gray – Villers-les-Pots – St-Jean-de-Losne | 1852        |                                                         |
| 852 000          | Bahnstrecke Dole–Belfort                                                                                      | 524         | 141,2      | Dole – Besançon – Montbéliard – Belfort | 1856–1858   |                                                         |
| 853 000          | Bahnstrecke Gray–Fraisans                                                                                     |             | 43,1       | Gray – Montagney – Ougney – La Barre / Fraisans | 1859–1863   | 1932+1940 (P), 1940–1959 (G)                            |
| 854 000          | Bahnstrecke Belfort–Delle                                                                                     |             | 20,3       | | 1868–1872   |                                                         |
| 855 000          | Bahnstrecke Montagney–Miserey                                                                                 |             | 29.3       | Montagney – Marnay – Miserey (– Besançon) | 1878        | 1940 (P), 1957 (G)                                      |
| 856 000          | Bahnstrecke Besançon-Viotte–Vesoul                                                                            |             | 63,8       | Besançon – Montbozon – Vesoul | 1872–2011   | 1980 (Devecey – Montbozon – Vesoul)                     |
| 857 000          | Bahnstrecke Montbozon–Lure                                                                                    |             | 39,7       | Lure – Villersexel – Montbozon | 1896        | 1986 (Villersexel – Montbozon)                          |
| 858 000          | Bahnstrecke Montbéliard–Morvillars                                                                            |             | 19,4       | Montbéliard – Morvillars | 1868        | 1989–1993                                               |
| 859 000          | Bahnstrecke Voujeaucourt–St-Hippolyte                                                                         |             | 270        | Voujeaucourt – St-Hippolyte | 1886        | 1969                                                    |
| 860 000          | Bahnstrecke Dijon-Ville–Saint-Amour                                                                           |             | 1080       | St-Jean-de-Losne – Chaugey – Seurre – St-Bonnet-en-Bresse – Louhans | 1882–1883   |                                                         |
| 864 000          | Bahnstrecke Beaune–Saint-Loup-de-la-Salle                                                                     |             | 9,2        | | 1896        | 1938–1941                                               |
| 865 000          | Bahnstrecke Chagny–Dole-Ville                                                                                 |             | 80,2       | Saint-Loup-de-la-Salle – St-Jean-de-Losne – Chaussin | 1871–1887   | 1991 (teilweise)                                        |
| 867 000          | Bahnstrecke Seurre–Chalon-sur-Saône                                                                           |             | 37,3       | Allerey | 1871        |                                                         |
| 868 000          | Bahnstrecke Chaugey–Lons-le-Saunier                                                                           |             | 60,8       | Chaugey – Chaussin | 1905        |                                                         |
| 869 000          | Bahnstrecke Dole-Ville–Poligny                                                                                |             | 39,7       | | 1884        |                                                         |
| 872 000          | Bahnstrecke Besançon–Le Locle                                                                                 | 535         | 760        | Besançon – Valdahon – Morteau – Le Locle | 1884        |                                                         |
| 875 000          | Bahnstrecke Frasne–Les Verrières                                                                              | 531         | 27,7       | Frasne–Pontarlier–Les Verrières | 1860–1862   |                                                         |
| 880 000          | Bahnstrecke Mouchard–Bourg-en-Bresse                                                                          |             | 213,2      | Lons-le-Saunier – Saint-Amour | 1864        | 1969–1995 (Pymont-Pannessières)                         |
| 884 000          | Bahnstrecke Bourg-en-Bresse–Bellegarde                                                                        | 525         | 64,7       | Bourg-en-Bresse – Nantua – Bellegarde-sur-Valserine | 1877–1882   |                                                         |
| 886 000          | Bahnstrecke_Lyon-Saint-Clair–Bourg-en-Bresse                                                                  |             | 56,7       | Bourg-en-Bresse – Mionnay – Lyon-Perrache | ab 1866     |                                                         |
| 887 000          | Bahnstrecke Lyon-Croix-Rousse–Trévoux                                                                         |             | 250        | Lyon – Sathonay-Camp – Rillieux-la-Pape – Neuville-sur-Saône – Trévoux | 1863–1882   | 1975 (Neuville-sur-Saône–Trévoux)                       |
| 890 000          | Bahnstrecke Lyon–Genève                                                                                       | 510 594     | 167,6      | Lyon – Ambérieu-en-Bugey – Culoz – Bellegarde-sur-Valserine – Genève | 1856–1858   |                                                         |
| 891 000          | Bahnstrecke Collonges–Divonne-les-Bains                                                                       | 516         | 420        | Collonges – Péron – Saint-Genis-Pouilly – Gex – Divonne-les-Bains | 1899        | (Chevry–Divonne-les-Bains)                              |
| 892 000          | Bahnstrecke Léaz–Saint-Gingolph                                                                               | 517         | 720        | Saint-Julien-en-Genevois – Annemasse – Évian-les-Bains | 1880–1882   |                                                         |
| 894 000          | Bahnstrecke Genève-Eaux-Vives–Annemasse                                                                       |             | 60         | Genève-Eaux-Vives – Annemasse | 1888        | 2013 (Betrieb für den Bau der CEVA-Strecke eingestellt) |
| 895 000          | Bahnstrecke La Roche-sur-Foron–Saint-Gervais                                                                  | 513         | 47,4       | La Roche-sur-Foron – Bonneville – Cluses – Saint-Gervais | 1890–1898   |                                                         |
| 896 000          | Bahnstrecke Saint-Gervais–Vallorcine                                                                          | 514         | 36,6       | St-Gervais – Chamonix | 1901–1908   |                                                         |
| 897 000          | Bahnstrecke Aix-les-Bains–Annemasse                                                                           | 517         | 940        | Aix-les-Bains – Annecy – La Roche-sur-Foron – Annemasse | 1866–1884   |                                                         |
| 898 000          | Bahnstrecke Annecy–Albertville                                                                                |             | 450        | Annecy – Doussard – Ugine – Albertville | 1901        | (Annecy–Ugine)                                          |
| 899 000          | Bahnstrecke Saint-Pierre-d’Albigny–Bourg-Saint-Maurice                                                        | 512         | 800        | Albertville – Moûtiers – Bourg-Saint-Maurice | 1879–1913   |                                                         |
| 900 000          | Bahnstrecke Culoz–Modane                                                                                      |             | 1350       | Culoz – Aix-les-Bains – Chambéry – Saint-Jean-de-Maurienne – Modane | 1856–1871   |                                                         |
| 901 000          | Chemin de fer de l’Est de Lyon                                                                                |             | 124,0      | Saint-Hilaire-de-Brens – Soleymieu-Sablonnières – (Montalieu – Amblagnieu) – St-Didier d'Aoste – Aoste-Saint-Genix                                                               | 1881–1889   | 1947; 1960; 2003                                        |
| 903 000          | Bahnstrecke Saint-André-le-Gaz–Chambéry                                                                       |             | 43,0       | Pressins | 1884        | 1985                                                    |
| 904 000          | Bahnstrecke Pressins–Virieu-le-Grand                                                                          |             | 47,0       | Saint-Didier-d’Aoste | 1880        | 1940; 2017                                              |
| 905 000          | Bahnstrecke Lyon–Marseille                                                                                    |             | 444,0      | St-André-le-Gaz – Rives – Moirans – Grenoble – Aspres-s/Buëch – Veynes Château-Arnoux-St-Auban – Pertuis – Meyrargues – Aix-en-Provence                                          | 1858        |                                                         |
| 906 000          | Bahnstrecke Givors-Canal–Chasse-sur-Rhône                                                                     |             | 2,7        | | 1852–1857   |                                                         |
| 907 000          | Bahnstrecke Saint-Rambert-d’Albon–Rives                                                                       |             | 51,8       | La Côte-Saint-André-Le Rival | 1856–1858   |                                                         |
| 908 000          | Bahnstrecke Valence–Moirans                                                                                   |             | 800        | Valence TGV Saint-Marcellin | 1864        | 1994–2014                                               |
| 909 000          | Bahnstrecke Grenoble–Montmélian                                                                               |             | 54,4       | Pontcharra-sur-Bréda-Allevard | 1864        | 1991–2013                                               |
| 912 000          | Bahnstrecke Livron–Aspres-sur-Buëch                                                                           |             | 109,3      | Crest – Die – Veynes | 1871–1894   |                                                         |
| 913 000          | Bahnstrecke Livron–La Voulte                                                                                  |             | 4,9        | | 1874        |                                                         |
| 914 000          | Bahnstrecke Pierrelatte–Nyons                                                                                 |             | 410        | Grignan-Chamaret | 1896        | 1951                                                    |
| 915 000          | Bahnstrecke Veynes–Briançon                                                                                   |             |            | Veynes – Gap – Chorges – Embrun – Briançon |             |                                                         |
| 916 000          | Bahnstrecke Chorges–Barcelonnette                                                                             |             | 41,9       | Ubaye | 1904        | 1941                                                    |
| 920 000          | Bahnstrecke Saint-Auban–Digne                                                                                 |             | 220        | Saint-Auban – Digne | 1876        | 1989                                                    |
| 921 000          | Bahnstrecke Forcalquier–Volx                                                                                  |             | 14,8       | | 1890        | 1970                                                    |
| 922 000          | Bahnstrecke Cavaillon–Saint-Maxime-Dauphin                                                                    |             | 700        | | 1877–1890   | 1941–1991                                               |
| 923 000          | Bahnstrecke Cheval-Blanc–Pertuis                                                                              |             | 40,5       | | 1871        |                                                         |
| 924 000          | Bahnstrecke Salon-de-Provence–La Calade-Éguilles                                                              |             | 470        | | 1903        | 1953                                                    |
| 925 000          | Bahnstrecke Avignon–Miramas                                                                                   |             | 680        | | 1868        |                                                         |
| 926 000          | Bahnstrecke Orange–Isle-Fontaine-de-Vaucluse                                                                  |             | 380        | | 1894        | 1970, 1995, 2004                                        |
| 927 000          | Bahnstrecke Sorgues-Châteauneuf-du-Pape–Carpentras                                                            |             | 16,50      | | 1863        |                                                         |
| 928 000          | Bahnstrecke Rognac–Aix-en-Provence                                                                            |             | 250        | | 1856        |                                                         |
| 930 000          | Bahnstrecke Marseille–Ventimiglia                                                                             | 505         | 259,2      | Marseille – Toulon – Les Arcs – Saint-Raphaël – Cannes – Antibes – Nice – Monaco – Menton – Vintimille                                                                           | 1858–1872   |                                                         |
| 931 000          | Bahnstrecke Orange–Buis-les-Baronnies                                                                         |             | 49,7       | | 1907        | 1954                                                    |
| 935 000          | Bahnstrecke Miramas–L’Estaque                                                                                 |             | 320        | Miramas – Istres – Port-de-Bouc – Martigues – Carry-le-Rouet – L'Estaque | 1879–1915   |                                                         |
| 942 000          | Bahnstrecke La Pauline-Hyères–Les Salins-d’Hyères                                                             |             | 18,4       | | 1875        | 1989 (teilweise)                                        |
| 943 000          | Bahnstrecke Les Arcs–Draguignan                                                                               |             | 12,6       | | 1859        | 1992 (teilweise)                                        |
| 944 000          | Bahnstrecke Cannes–Grasse                                                                                     | 526         | 16,6       | Cannes – Mouans-Sartoux – Grasse | 1871        |                                                         |
| 945 000          | Bahnstrecke Nice–Breil-sur-Roya                                                                               | 506         | 440        | Nice – Breil-sur-Roya | 1928        |                                                         |
| 946 000          | Bahnstrecke Coni–Ventimiglia                                                                                  | 506         | 990        | Coni – Breil-sur-Roya – Vintimille | 1928        |                                                         |
| 947 000          | Bahnstrecke Carnoules–Gardanne                                                                                |             | 790        | Brignoles – Saint-Maximin – Trets | 1875–1880   |                                                         |
| 948 000          | Bahnstrecke Aubagne–La Barque                                                                                 |             | 30,3       | | 1868–1904   | 1972 (teilweise)                                        |

## Region Île-de-France/Korsika
Stand: 2011
| 952 000 | Bahnstrecke La Plaine–Pantin                                    |  |       | |           |                                                                  |  |  |  |  |  |  |
| 953 000 | Bahnstrecke Enghien–Montmorency                                 |  | 3     | Enghien–Soisy–Montmorency | 1866      | 1954                                                             |  |  |  |  |  |  |
| 955 000 | Bahnstrecke La-Râpée–Batignolles                                |  | 32    | | 1852–1869 |                                                                  |  |  |  |  |  |  |
| 956 000 | Bahnstrecke Paris-Bastille–Marles-en-Brie                       |  | 66,3  | Paris–Vincennes–Fontenay-sous-Bois–Nogent-sur-Marne–Saint-Maur-des-Fossés–Brie-Comte-Robert–Marles-en-Brie                          | 1859–1892 | (Paris-Bastille–Saint-Mandé) (Boissy-Saint-Léger–Marles-en-Brie) |  |  |  |  |  |  |
| 957 000 | Bahnstrecke Bobigny–Sucy-Bonneuil                               |  | 19    | Bobigny–Sucy-Bonneuil | 1928      |                                                                  |  |  |  |  |  |  |
| 958 000 | Bahnstrecke Bondy–Aulnay-sous-Bois                              |  | 7,9   | Bondy–Aulnay-sous-Bois | 1875      |                                                                  |  |  |  |  |  |  |
| 960 000 | Bahnstrecke Sartrouville–Noisy-le-Sec                           |  |       | |           |                                                                  |  |  |  |  |  |  |
| 962 000 | Bahnstrecke Argenteuil–Champ-de-Mars                            |  | 21    | Paris–Saint-Ouen–Gennevilliers–Épinay-sur-Seine–Ermont–Eaubonne                                                                     | 1988      |                                                                  |  |  |  |  |  |  |
| 963 000 | Bahnstrecke La Plaine–Ermont-Eaubonne                           |  | 15    | La Plaine–Ermont-Eaubonne | 1862–1908 |                                                                  |  |  |  |  |  |  |
| 964 000 | Bahnstrecke Argenteuil–Ermont-Eaubonne                          |  | 5,2   | Argenteuil–Ermont-Eaubonne | 1863      |                                                                  |  |  |  |  |  |  |
| 966 000 | Bahnstrecke Maisons-Laffitte–Champ-de-Courses                   |  |       | |           |                                                                  |  |  |  |  |  |  |
| 970 000 | Bahnstrecke Avenue-Henri-Martin–Champ-de-Mars                   |  | 3,5   | Avenue-Henri-Martin–Champ-de-Mars                                                                                                   | 1988      |                                                                  |  |  |  |  |  |  |
| 971 000 | Bahnstrecke Pont-Cardinet–Auteuil-Boulogne                      |  | 8     | Pont-Cardinet–Auteuil-Boulogne | 1854      | 1985                                                             |  |  |  |  |  |  |
| 972 000 | Bahnstrecke Puteaux–Issy-Plaine                                 |  | 11,5  | Puteaux–Issy-Plaine | 1889–1997 |                                                                  |  |  |  |  |  |  |
| 973 000 | Bahnstrecke Paris–Versailles-Rive-Droite                        |  | 22    | Paris–Asnières-sur-Seine–Courbevoie–Puteaux–Suresnes–Saint-Cloud–Ville-d'Avray–Sèvres–Chaville–Viroflay–Versailles                  | 1839      |                                                                  |  |  |  |  |  |  |
| 974 000 | Bahnstrecke Saint-Cloud–Saint-Nom-la-Bretèche                   |  | 15,2  | Saint-Cloud–Garches–La Celle-Saint-Cloud–Marly-le-Roi–Saint-Nom-la-Bretèche                                                         | 1884–1889 |                                                                  |  |  |  |  |  |  |
| 975 000 | Bahnstrecke Paris–Saint-Germain-en-Laye                         |  | 20,4  | Paris–Nanterre–Saint-Germain-en-Laye                                                                                                | 1837–1847 |                                                                  |  |  |  |  |  |  |
| 975 900 | Bahnstrecke Nanterre-Université–Sartrouville                    |  |       | |           |                                                                  |  |  |  |  |  |  |
| 976 000 | Bahnstrecke Saint-Germain-Grande-Ceinture–Saint-Germain-en-Laye |  |       | |           |                                                                  |  |  |  |  |  |  |
| 977 000 | Ligne des Invalides                                             |  | 17,6  | Paris–Issy-les-Moulineaux–Viroflay–Versailles                                                                                       | 1840–1902 |                                                                  |  |  |  |  |  |  |
| 979 000 | Bahnstrecke Paris-Est–Pont-Cardinet                             |  | 3,5   | Paris-Est–Pont-Cardinet | 1999      |                                                                  |  |  |  |  |  |  |
| 980 000 | Chemin de Fer de Petite Ceinture                                |  | 32    | | 1852–1869 |                                                                  |  |  |  |  |  |  |
| 981 000 | Bahnstrecke Paris-Nord–Paris-Gare-de-Lyon                       |  | 5,2   | | 1987–1995 |                                                                  |  |  |  |  |  |  |
| 983 000 | Bahnstrecke Invalides–Quai-d’Orsay                              |  | 1     | Invalides–Quai-d’Orsay | 1979      |                                                                  |  |  |  |  |  |  |
| 984 000 | Bahnstrecke Quai-d’Orsay–Paris-Austerlitz                       |  | 4     | Quai-d’Orsay–Paris-Austerlitz | 1900      |                                                                  |  |  |  |  |  |  |
| 985 000 | Bahnstrecke Choisy-le-Roi–Massy-Verrières                       |  | 17    | Choisy-le-Roi–Massy-Verrières | 1886      |                                                                  |  |  |  |  |  |  |
| 988 000 | Bahnstrecke Grigny–Corbeil-Essonnes                             |  | 10,7  | Grigny–Ris-Orangis–Évry–Corbeil-Essonnes                                                                                            | 1974–1975 |                                                                  |  |  |  |  |  |  |
| 990 000 | Ligne de la grande ceinture de Paris                            |  | 157   | Versailles-Chantiers–Saint-Nom-la-Bretèche–Saint-Germain-GC–Sartrouville–Argenteuil-GC–Noisy-le-Sec–Valenton–Juvisy–Massy-Palaiseau | 1882–1928 |                                                                  |  |  |  |  |  |  |
|         |                                                                 |  |       | |           |                                                                  |  |  |  |  |  |  |
| 995 000 | Bahnstrecke Bastia–Ajaccio                                      |  | 157,4 | Bastia – Casamozza – Ponte-Leccia – Corte – Mezzana – Ajaccio                                                                       | 1888–1894 |                                                                  |  |  |  |  |  |  |
| 996 000 | Bahnstrecke Ponte-Leccia–Calvi                                  |  | 73,1  | Ponte-Leccia – L'Île-Rousse – Calvi                                                                                                 | 1889–1890 |                                                                  |  |  |  |  |  |  |
| 997 000 | Bahnstrecke Casamozza–Porto-Vecchio                             |  | 129,9 | Ghisonaccia – Solenzara | 1888–1935 | 1943–1953                                                        |  |  |  |  |  |  |